# Casa de Schönburg

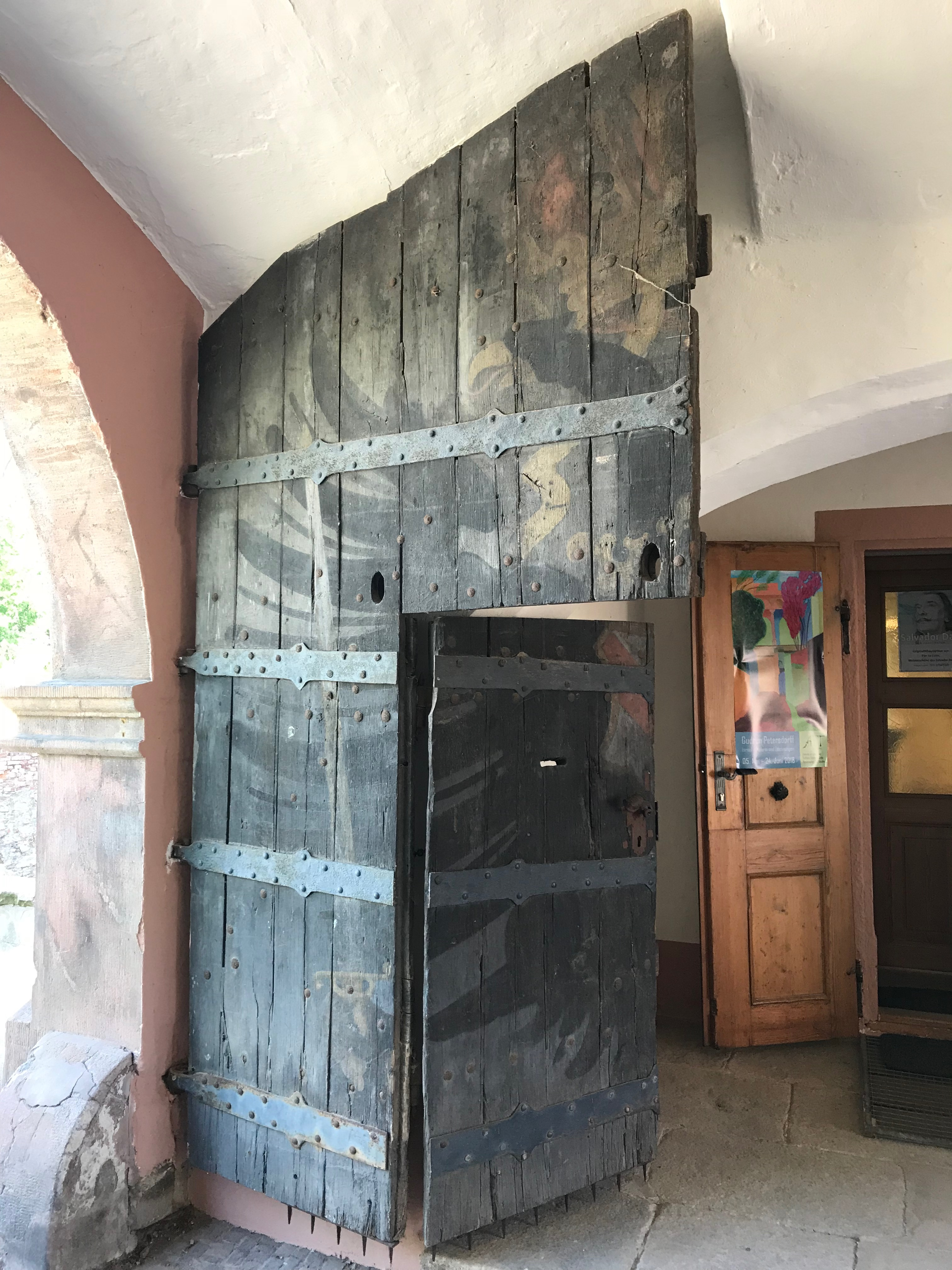
Ala de la puerta del castillo Fordglauchau con el escudo de armas de los Schönburger, depositado con el águila imperial, como signo de la inmediatez imperial.

Schönburg (también Schumburg; checo: ze Šumburka o como la palabra "Schönburger": "Šumburkové") es el nombre de una antigua familia noble sajona-turingia que también se estableció temporalmente en Bohemia y era propietaria de los señoríos de Schönburg, en parte, como señoríos imperiales, en parte como feudos electorales sajones. En 1700 toda la Casa de Schönburg fue elevada al estatus de conde imperial, y en 1790 la línea mayor fue elevada al estatus de príncipe imperial. La familia pertenece a la histórica alta nobleza.

## Historia

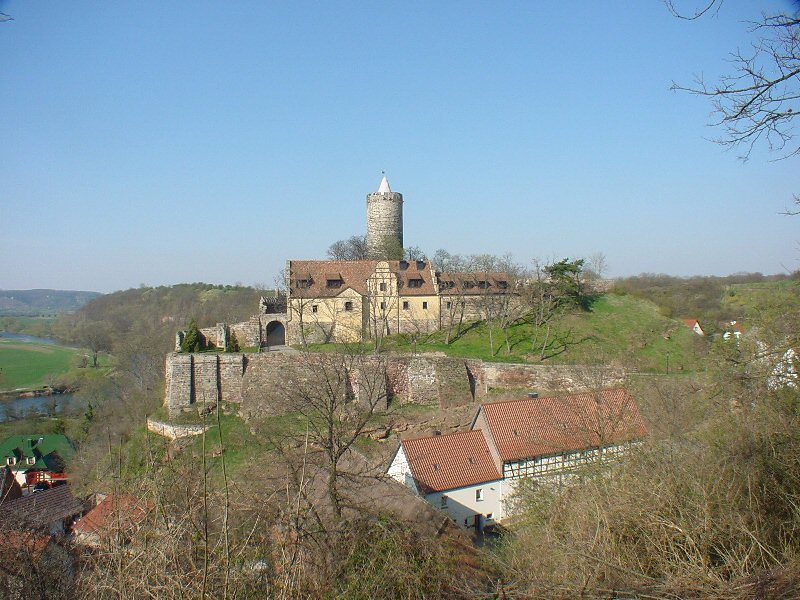
El Schönburg en el Saale.

La familia es mencionada por primera vez en 1130 en los documentos  de Ulricus de Schunenberg (Sconenberg) en Schönburg an der Saale poseía un área imperial en el área de Geringswalde alrededor de 1182, que cedieron al electorado de Sajonia en 1590.
Probablemente ya en el último cuarto del siglo XII los Señores de Schönburg cambiaron su dominio del Saale al área alrededor del Zwickauer Mulde y probablemente cambiaron al Ministerio del Reich bajo Hermann I (1212-1224/25 ocupado). Al igual que otras familias ministeriales y libres de nobles, pudieron establecer la soberanía en el reino de Pleißen, principalmente mediante la limpieza. Hacia 1170 fundaron el castillo de Glauchau. La línea confiable de baúles comienza con Hermannus de Sconeburg, quien apareció en un documento de 1212 a 1224. En 1233 Hermann II fundó el convento benedictino de Geringswalde, que sirvió como lugar de entierro de la familia hasta la Reforma.
Durante siglos, los Señores de Schönburg determinaron la historia en el suroeste de Sajonia. Sus posesiones, el señorío de Schönburg, incluían: Glauchau (propiedad desde 1256), Lichtenstein (desde 1286), Waldenburg (desde 1378) y el condado de Hartenstein (desde 1406). Mientras que Hartenstein del Electorado de Sajonia como Imperio después de una pelea consiguió que Schönburger se llevara a sus tres primeros Reichslehen Glauchau, Lichtenstein y Waldenburg los reyes checos de la casa Luxemburgo, que los emperadores alemanes también colocaron, como Reichsafterlehen para protegerlos de la influencia del Electorado de Sajonia. Además, en el siglo XVI estaban los señores feudales electorales sajones de Penig y Wechselburg (desde 1543) y Rochsburg (desde 1548), que cayeron en manos de los Schönburger a cambio de los señores de Lohmen, Wehlen y Hohnstein. La totalidad de la mercancía tenía a veces una circunferencia de 16 millas cuadradas con 14 ciudades y 61.000 habitantes. La mayor parte fue, pues, Reichsafterlehen, el resto de la propiedad fue el feudo electoral sajón.
Ya a finales de la Edad Media, los gobernantes de Schönburg se dividieron de diversas maneras (entre otros, entre los Glauchauer, desde alrededor de 1300 la Crimmitschauer y la línea Bohemia Pürsteiner). Por el contrario, las divisiones fraternales de 1524 y 1556 solo preveían una división de uso, mientras que las cesiones siempre se realizaban en su totalidad y se adhería al gobierno conjunto en Glauchau. A partir de entonces, la familia se dividió en las líneas principales Glauchau (hasta 1610), Waldenburg (más tarde también conocida como la línea Superior -desde 1790 principesca- y dividida en las ramas Waldenburg y Hartenstein) y Penig (que heredó Glauchau en 1610), este último también como el BajoLínea (de conteo) conocida. Las ramas permanecieron conectadas como la "casa entera", que se regulaba con más detalle en los contratos familiares de 1556 y 1566. El gobierno de toda la casa cambiaba anualmente entre las tres líneas. Dado que no se emitió una orden de primogenitura, se formaron temporalmente más ramas a principios del período moderno.
Los señores de Schönburg pertenecían a los estados imperiales de la Sacro Imperio Romano de la nación alemana, y para las fincas de los sajones electores y los reyes de Bohemia. El estado imperial fue ejercido por los condes de Schönburg como miembros del Wetterauischen Counts College.

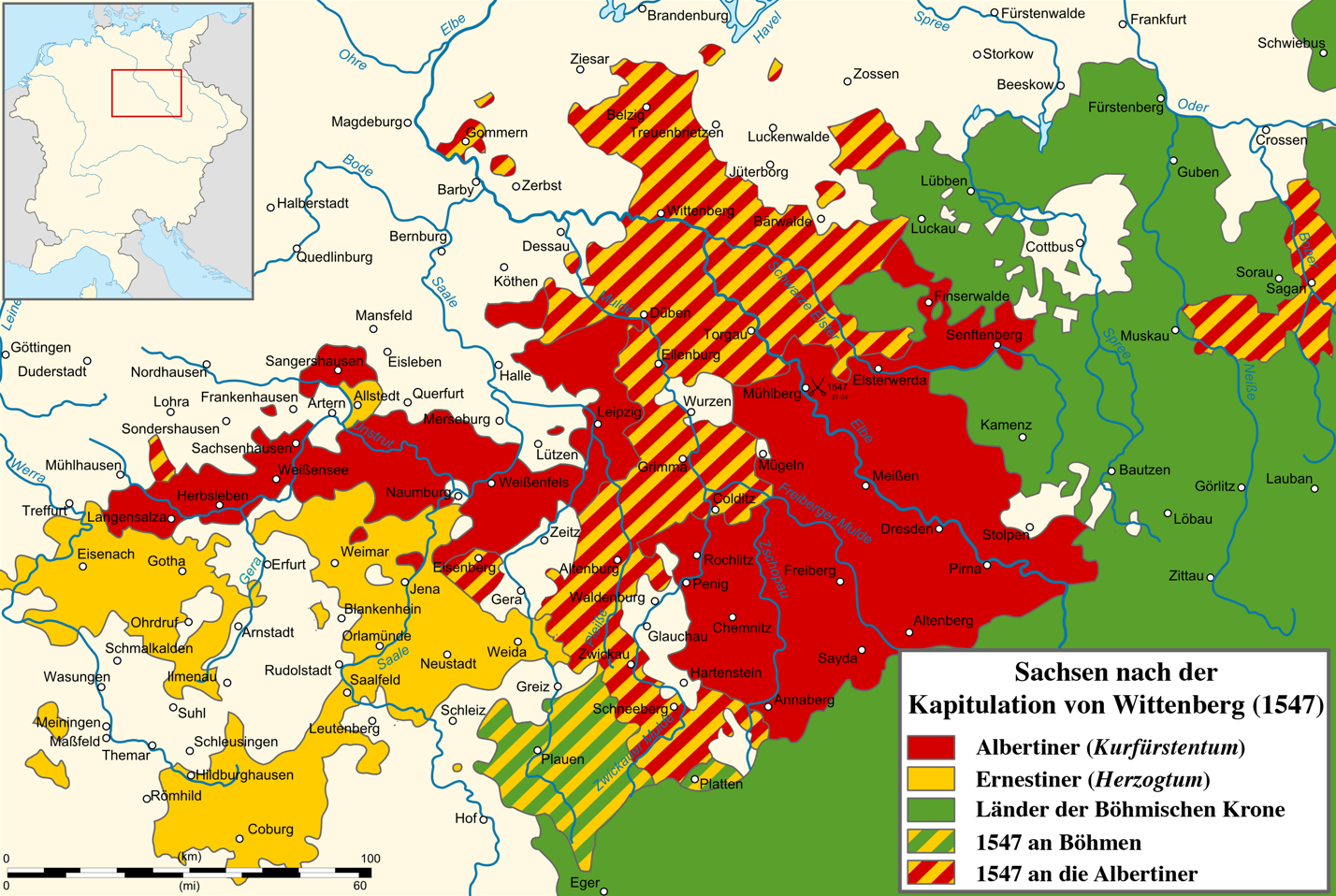
Como resultado de los cambios territoriales en Sajonia y Turingia después de la rendición de Wittenberg en 1547, la tierra de Schönburger (blanca, de Waldenburg a Hartenstein) se transformó de una zona de amortiguamiento fronteriza entre Ernestines y Albertines a una isla en el electorado Albertine. Solo la Tierra de Altenburger regresó a las Ernestine en 1554.

Bajo Ernst I (1480-1489) y Ernst II († 1534), se promovieron tanto el urbanismo como la minería; las ciudades mineras de Hohenstein, Scheibenberg y Oberwiesenthal son su fundación. Después de la muerte de Ernst II, en 1534, el gobierno de tutela introdujo la Reforma en los dominios de Schoenburg a partir de 1542 . Dado que el condado de Hartenstein, en contraste con los otros gobernantes, era un Reichsafterlehen Electoral Saxon, la Reforma se introdujo allí ya en 1539/40, y por lo tanto tres años antes que en el entonces Reichsafterlefiefs bohemio. Glauchau, Lichtenstein y Waldenburg. Georg II. Herr von Schönburg-Waldenburg (1558-1611) y Wolfgang II. Herr von Schönburg-Penig (1532-1581) firmaron la Fórmula de la Concordia de 1577 y el Libro de la Concordia de 1580. La posesión del monasterio de Geringswalde, que fue derogado durante la Reforma, donde hubo una escuela estatal de Schoenburg de 1566 a 1568, fue trasladado a Electoral Sajonia en 1590.
Desde el siglo XVII ha habido una carga creciente de deudas, divisiones hereditarias y tensiones dentro de la familia. El resultado fueron múltiples ataques del electorado de Sajonia contra los gobernantes de Schönburg, incluso en 1617 después del asesinato de Otto Wilhelm por su hermano Wolf Ernst (1582-1622) en el castillo de Hinterglauchau. Bajo Georg Ernst (1601-1664), los disturbios campesinos comenzaron en 1652 con la negativa del trabajo obligatorio, que estallaron una y otra vez hasta 1684. Christian Ernst (1655-1718) fundó la ciudad de Ernstthal en 1679/80. El 7 de agosto de 1700, el emperador Leopoldo I elevó toda la casa de Schönburg al rango de Conde Imperial con el saludo alto y bien nacido.
Los señores y condes de Schönburg, como uno de los pocos señores sajones, lograron mantener una posición constitucional especial en comparación con el electorado de Sajonia y, por lo tanto, una soberanía limitada con sus propias estructuras estatales hasta el siglo XVIII. En una recesión con el elector de Sajonia el 4 de mayo de 1740, después de largas negociaciones con el ministro Heinrich Graf von Brühl, renunciaron a la mayoría de los derechos de autonomía resultantes de la inmediatez imperial. En las décadas siguientes, los dominios de Schönburg se integraron gradualmente en el estado electoral. Glauchau, Liechtenstein / Sa.. Después de la recesión de 1740, Waldenburg (Sajonia), Hartenstein y Stein se convirtieron gradualmente en parte del estado sajón como gobernantes del receso de Schönburg, mientras que Remse, Penig, Rochsburg y Wechselburg siempre han sido feudos y oficinas electorales sajones. En 1768 toda la familia Schönburg intentó revertir el proceso. Surgió un conflicto que llevó a la acción militar como parte de la Guerra de Sucesión de Baviera ("Guerra Glauchau"); sin embargo, Electoral Sajonia obtenida en la Paz de Teschen en 1779 de Maria Theresa como reina de Bohemia, los derechos del feudo superior sobre la corte de Schoenburg gobiernan y, por lo tanto, finalmente se afirma a sí mismo como el único soberano.
Otto Karl Friedrich Graf von Schönburg fue elevado al rango de príncipe por el emperador Leopoldo II el día de su coronación, el 9 de octubre de 1790 . Desde el Reichsdeputationshauptschluss de 1803, los miembros del llamado sexo "eran señores", por lo que las familias con violencia de gobernantes anteriormente soberanos que habían perdido en gran parte sus derechos soberanos, sin embargo, permanecieron par las casas que aún reinaban. En 1818, la Casa de Schönburg presentó una solicitud a la Asamblea Federal Alemana para determinar su posición con la Confederación Alemana, derechos que deben ejercerse, en particular en lo que respecta a los derechos de voto. En 1828, sin embargo, la Asamblea Federal sólo concedió los derechos personales y familiares de las familias imperiales mediadas en 1806. Desde 1831, toda la casa tenía dos asientos en la Primera Cámara de la Asamblea Estatal del Reino de Sajonia. Tras la transición del Reino de Sajonia a una monarquía constitucional con la constitución del 4 de septiembre de 1831, se concluyó un proceso explicativo entre el gobierno sajón y la Casa de Schönburg, que modificó el receso de 1740 y lo colocó bajo la protección de la Confederación Alemana en 1836. Aunque estableció una vida propia limitada para los gobernantes de Schönburg, aceleró el proceso de integración en el estado sajón. Durante la revolución de 1848  el castillo de Waldenburg fue saqueado e incendiado.
La Ley de constitución de los tribunales alemanes de 1877 derogó completamente los tribunales patrimoniales de Alemania. El 1 de diciembre de 1878, sobre la base de una nueva recesión, el gobierno sajón asumió la plena soberanía judicial y administrativa sobre el gobierno de Schoenburg. Después de eso, los príncipes y condes de Schönburg dejaron de ser portadores de la soberanía estatal, excepto por su estatus especial como nobles y miembros de la Primera Cámara. Sin embargo, mantuvieron sus extensas propiedades con castillos, empresas comerciales y activos artísticos. Las líneas Hartenstein y Fordglauchau convertidas al catolicismo en el siglo XIX, mientras que la línea de Waldenburg siguió siendo protestante. La casa de Schönburg dio forma a la cultura y la economía en partes del suroeste de Sajonia y el norte de Bohemia durante muchos siglos. El artículo 51 de la Constitución del Estado Libre de Sajonia del 1 de noviembre de 1920 decía: “Se abolieron los derechos especiales de derecho público de las casas Schönburg y Solms-Wildenfels”. En el curso de la reforma agraria de septiembre de 1945, la familia fue expropiada y expulsada sin indemnización. Después de la reunificación alemana, una rama de la línea Hartenstein regresó a Schönburger Land y adquirió el castillo Stein en Hartenstein y el castillo antiguo en Penig.

## Posesiones

Mapa del distrito de Zwickau con el municipio de Waldenburg con etiqueta roja, adyacente al otro puesto en los hermosos dominios del burgo, lugares donde se encuentran Remse, Oberwiera (acciones), Schoenberg, Meerane, Dennheritz, Crimmitschau, Glauchau Callenberg, St. Egidien, Hohenstein-Ernstthal, Oberlungwitz, Bernsdorf, Gersdorf, Lichtenstein, Mülsen, Hartenstein, aproximadamente la mitad noreste del distrito actual.

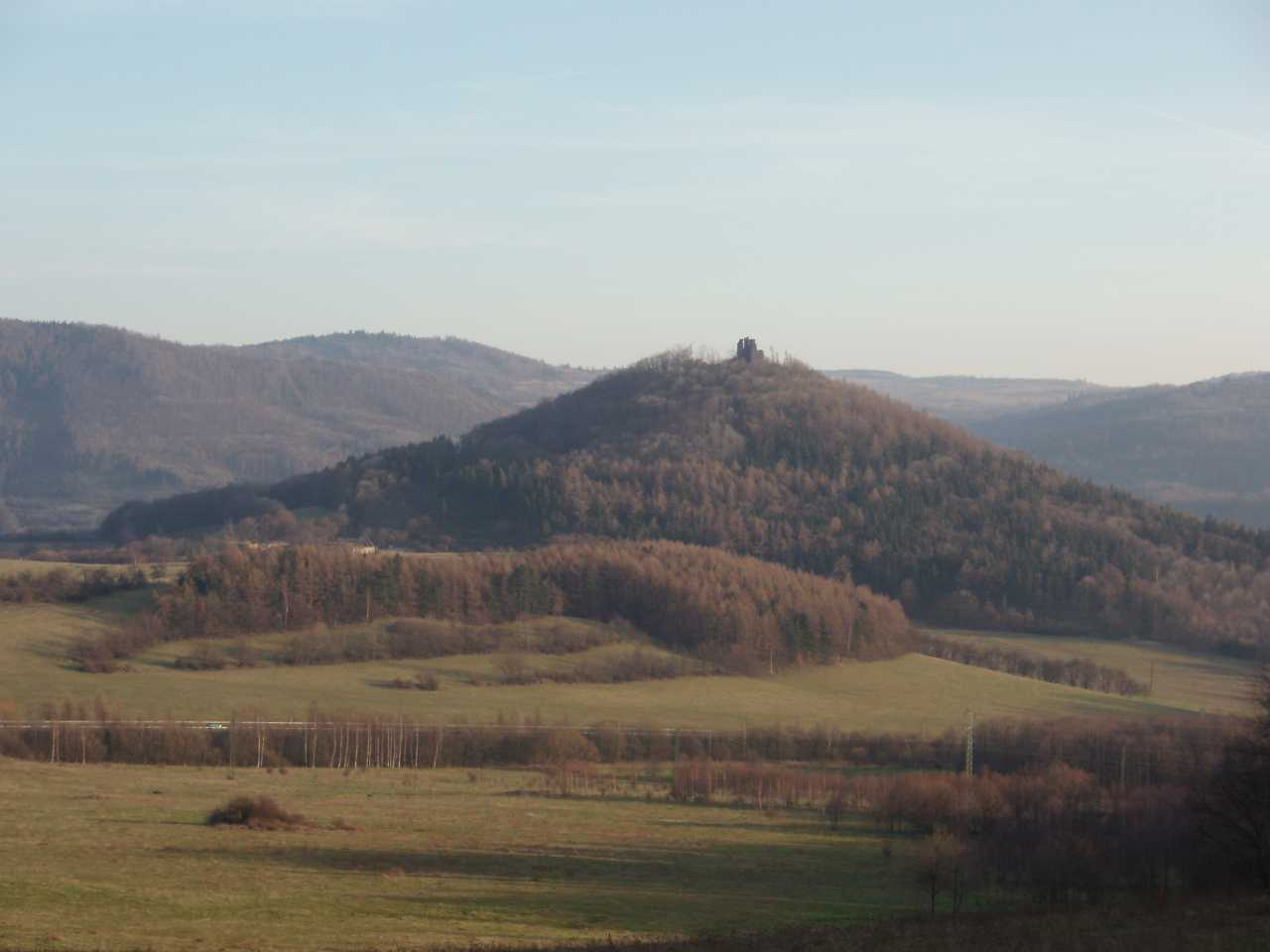
Ruinas de Neuschönburg, Egertal.

Las áreas que alguna vez fueron gobernadas por la Casa de Schönburg estaban alineadas como una luna creciente en un arco alargado de norte a sur a ambos lados del Zwickau Mulde. Formaron un "corredor" entre las ciudades sajonas de Zwickau y Chemnitz. De norte a sur: los gobernantes de Wechselburg y Penig (ambos hoy en el distrito de Sajonia Central), luego en el actual distrito de Zwickau (cuyo escudo de armas combina Schönburg con el de Pleißenland) las áreas conocidas como la recesión de Schönburg: Schönburg- Waldenburg , Schönburg-Glauchau, Schönburg-Lichtenstein, al este, los pueblos de montaña de Hohenstein-Ernstthal fundados por la familia, luego el gobierno Stein y el condado de Hartenstein, su parte más al sur (la oficina Crottendorf en la actual Erzgebirge, con las minas de plata de Oberwiesenthal y Scheibenberg también construidas por los Schönburger) 1559 fue vendido a Kursachsen.
La casa de Schönburg entró en posesión del área de Glauchau alrededor de 1170. A partir de ahí, fueron los dominios imperiales directos Glauchau (desde 1256) y Lichtenstein (desde 1286) y obtenidos como resultado de un acuerdo testamentario con las Waldenburg 1378 ubicadas en un vado sobre el río Mulde Waldenburg, incluida la ciudad y sus alrededores. Al prestar estas áreas al rey de Bohemia, que existió formalmente hasta 1779, se garantizó la soberanía estatal frente al Electorado de Sajonia. En 1406, nació el condado de Hartenstein, que también formaba parte directamente del imperio (pero sin el Gobierno de Wildenfels) jurada por el burgrave de Meissnian Enrique I de Hartenstein a la casa de Schönburg, pero ya en 1439 como feudo electoral. En 1524, se creó la "Casa completa" Schönburg con la sede del gobierno Glauchau para evitar la caída del gobierno de Schönburg en el caso de futuras particiones y garantizar una representación uniforme en el mundo exterior. Después de la secularización de la posesión del 1143 fundado, el monasterio imperial directo fue Remse, ubicado entre Waldenburg y Glauchau, por compra en 1543 en posesión de los Señores de Schönburg.
En 1681, el gobierno de Glauchau se dividió en los dominios parciales de Fordglauchau e Hinterglauchau. De 1683 a 1763 Fordglauchau se dividió nuevamente en una porción de Penigschen y una de Wechselburger. Con la muerte de Otón Luis de Schönburg en 1701 y el contrato de herencia de sus cuatro hijos con derecho a la herencia, la regla Stein se formó en 1702 a partir de parte del condado de Hartenstein.
Sus edificios distintivos en estas áreas son Castillo de Fordglauchau- e Hinterglauchau, Castillo de Hartenstein, Castillo de Waldenburg, Castillo Stein en Hartenstein y Castillo de Lichtenstein, así como Rochsburg, que fue reconstruido en 1549.
En Bohemia, propiedad de la familia Schönburg, entre otras cosas, las posesiones de Šumburk (Neuschönburg, principios del siglo 15), Eidlitz, Hagensdorf, Hassenstein, Měděnec, Kaaden, Pürstein, Schatzlar y Trautenau (finales 15a / principios del siglo 16). Desde 1437 hasta 1567, la propiedad de Hoyerswerda también fue propiedad de los Schönburger.
Se cree que los Schönburgers son los fundadores de Bernstadt auf dem Eigen. Bernstadt era la capital del distrito de Eigen en la Alta Lusacia, mencionado por primera vez en 1403 como "von dem Eygen". Aquí existía principalmente propiedad privada, por lo que estaba libre de obligaciones feudales. Hacia 1200 el Eigensche Kreis llegó a la diócesis de Meißen como regalo del emperador. Los obispos vendieron el círculo Eigen a la Casa de Schönburg alrededor de 1240. Los Schönburgers transmitieron esta propiedad a los señores de Kamenz, que estaban emparentados con ellos por matrimonio . A través de donaciones y ventas, esta propiedad de los señores Schönburg y Kamenz llegó a manos de Bernardo III en 1248. El monasterio cisterciense de St. Marienstern cerca de Kamenz fue fundado por Kamenz, obispo de Meißen.

## Líneas de la familia
En el siglo XVI, toda la casa se dividió en una línea superior (una cuenta desde 1700 y una principesca desde 1790) y una línea inferior (una cuenta desde 1700). Hasta el día de hoy, la línea principesca existe en las ramas Schönburg-Waldenburg y Schönburg-Hartenstein y la del conde como línea Schönburg-Glauchau.
Los dos únicos hijos, Wanke y Georg, no tenían derecho a heredar el nombre o título "von Schönburg" porque eran ilegítimos. Sin embargo, se convirtieron en la familia noble de la Alta Lusacia con la adición de "von der Cosel" , que lleva el nombre de la Casa Cosel, que les fue legada por su posterior padre adoptivo, Karl von Schönburg, señor del Castillo de Pürstein y del castillo de Trautenau, ya que su padre Wenzel von Schönburg Hoyerswerda murió temprano († 1523).

### Línea principesca
El progenitor de la línea mayor es Hugo I, Señor de Schönburg zu Glauchau y Waldenburg (1529-1585). En 1700 toda la casa fue elevada al rango de conde imperial. El conde Otto Karl Friedrich (1758-1800) fue elevado al rango de príncipe imperial el 9 de octubre de 1790, el jefe de línea llevaba el título de príncipe, los nacidos después del título de príncipe o princesa con el tratamiento de alteza. En 1813 hubo una división de la propiedad entre dos hijos:

#### Rama mayor: Schönburg-Waldenburg
El príncipe Otto Viktor (1785-1859) fundó la rama de Schönburg-Waldenburg con sede en el castillo de Waldenburg y el castillo de Lichtenstein y participa en Hartenstein y Stein. A partir del siglo XIX, el Waldenburger Ast fue propietario de varios propiedades en otras áreas del centro de Alemania: desde 1839 el castillo Droyzut (en el distrito de Burgenland), el castillo de Guteborn (Alta Lusacia de Silesia), el castillo de Gauernitz (distrito de Meißen), desde 1852 el castillo de Belgershain (distrito de Leipzig), de 1856 el castillo de Hermsdorf (distrito de Bautzen) y de finales del siglo XIX el castillo de Pomßen (Distrito de Leipzig). Además, el castillo Schwarzenbach de la Alta Franconia (en el Saale) con la mansión Förbau. Después de la Casa de Wettin, los príncipes de Schönburg-Waldenburg fueron considerados los mayores terratenientes sajones con 8.640 hectáreas de agricultura y silvicultura. En el siglo XIX poseían el Palais Vitzthum-Schönburg en la sede real de Dresde.
La rama principal de Waldenburg en Waldenburg, Lichtenstein, Belgershain y Pomßen se extinguió con el príncipe Günther en 1960. El segundo hijo de Otto Victor, Hugo (1822-1897), fundó la rama secundaria Droyssig, que se extinguió con su nieto Hugo (1910-1942) en la línea masculina. Su tercer hijo Jorge (1828-1900) residía en Hermsdorf, sus hijos Hermann (1865-1943) en Hermsdorf, Grünberg y Schneeberg y Ulrich Georg (1869-1939) en Guteborn (Alta Lusacia de Silesia); la última rama todavía existe, el jefe de la rama hoy es Ulrich Fürst von Schönburg-Waldenburg (1940). El hijo menor de Otto Victor, Karl Ernst (1836-1915), donó la sede de Gauernitz (cerca de Meißen), con un asiento vecino en el castillo de Schwarzenbach (en el Saale); descendientes (ilegítimos) de esta rama todavía viven en Tahití.

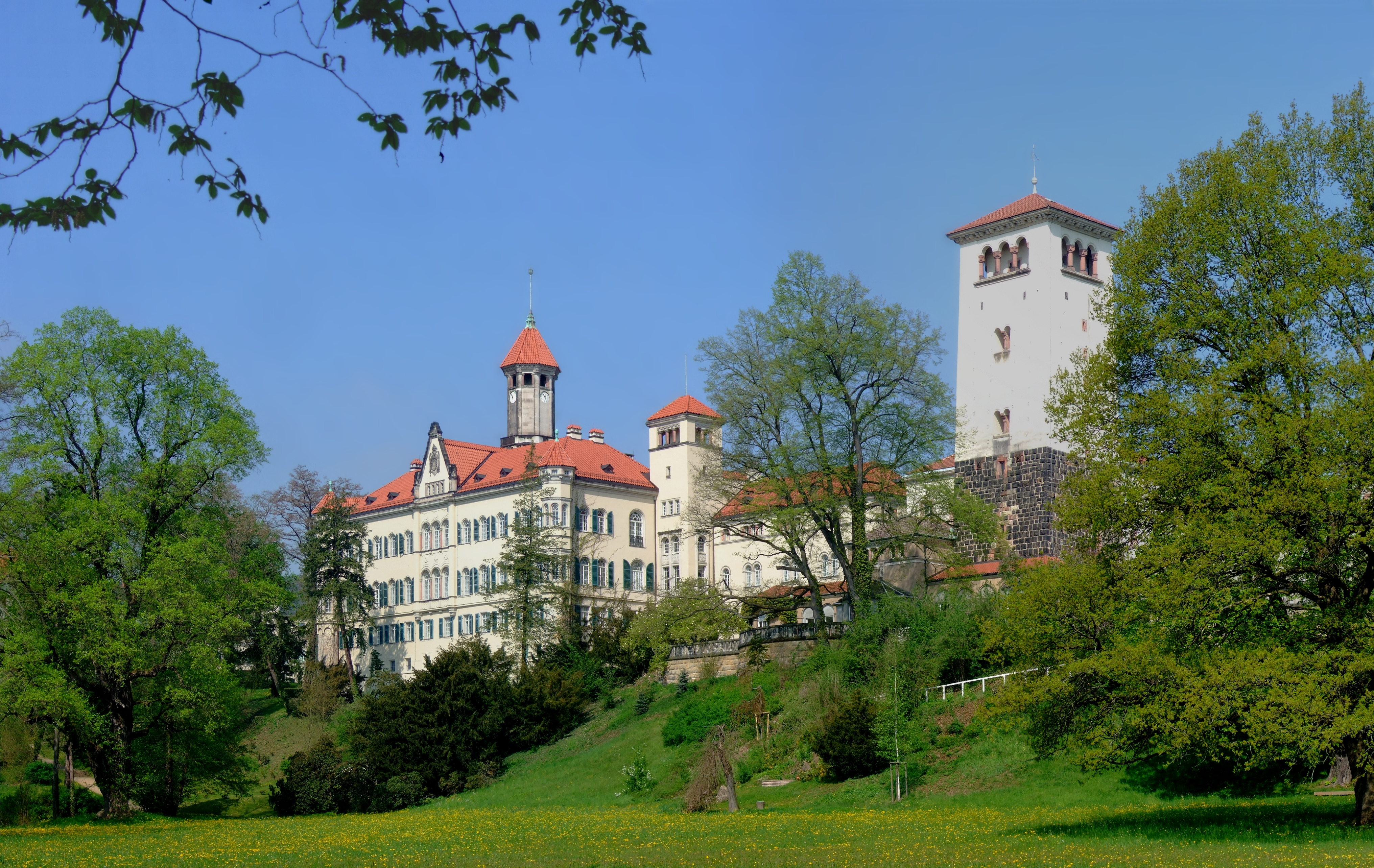
Castillo de Waldenburg
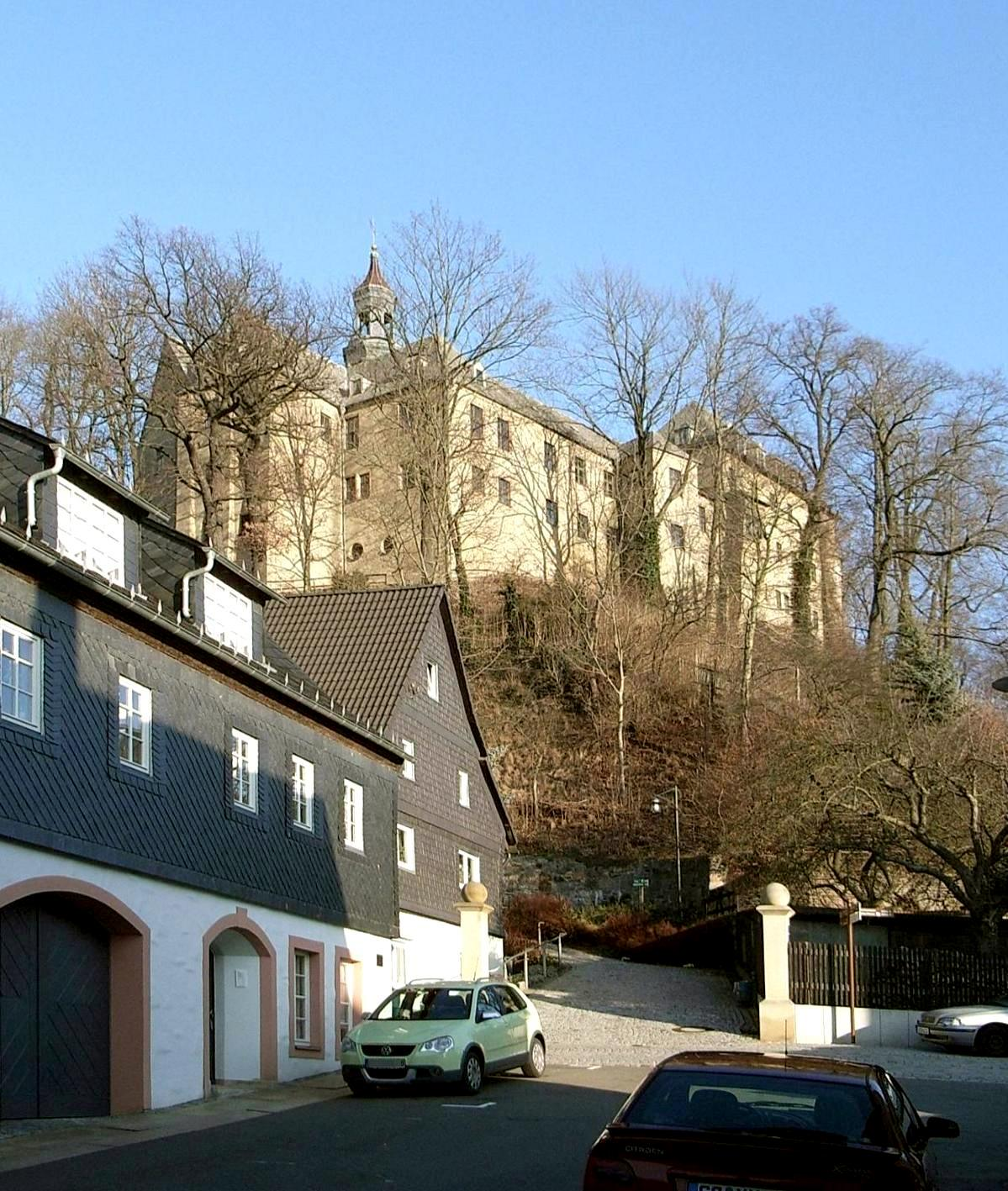
Castillo de Lichtenstein
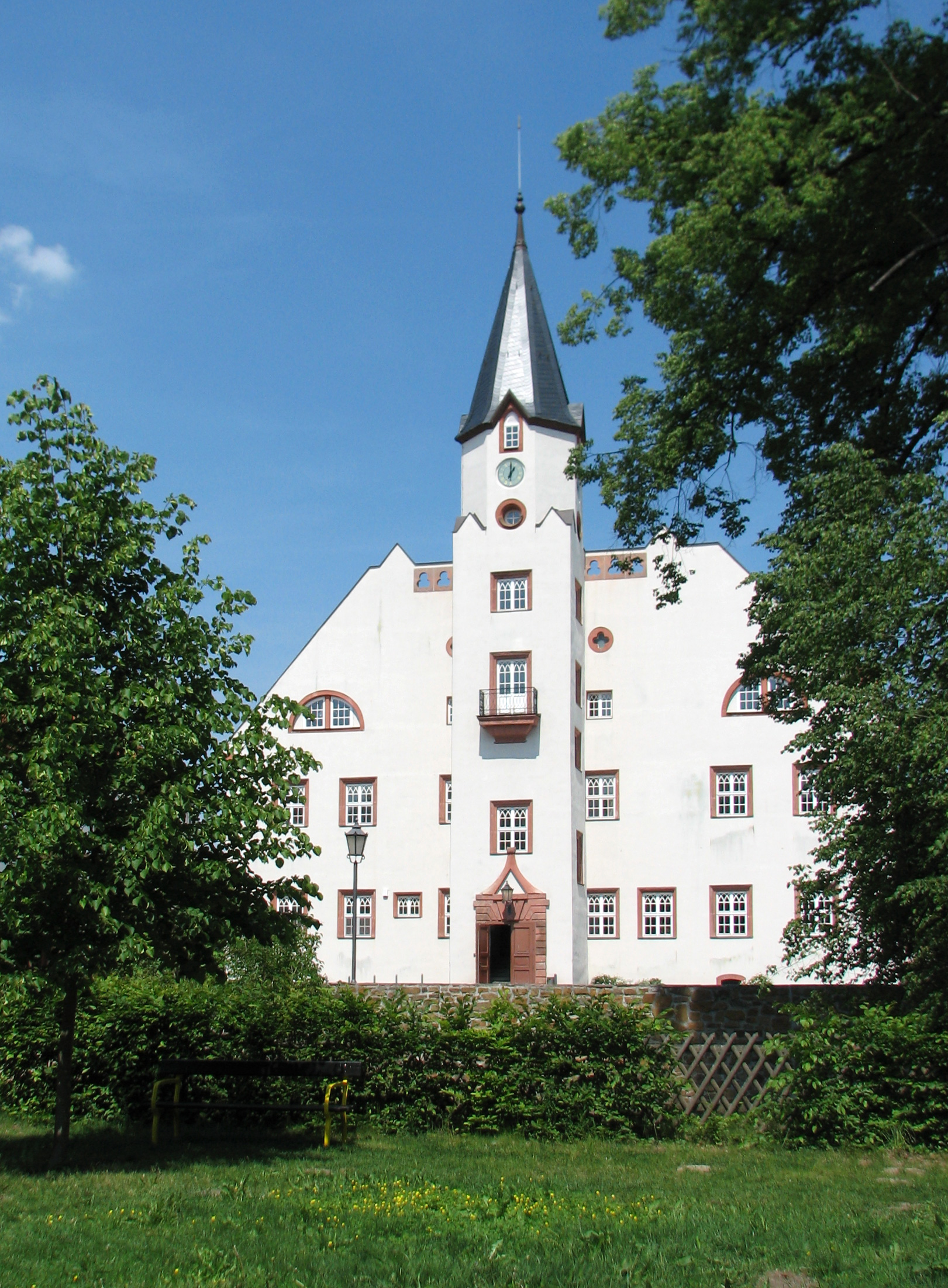
Castillo de Belgershain
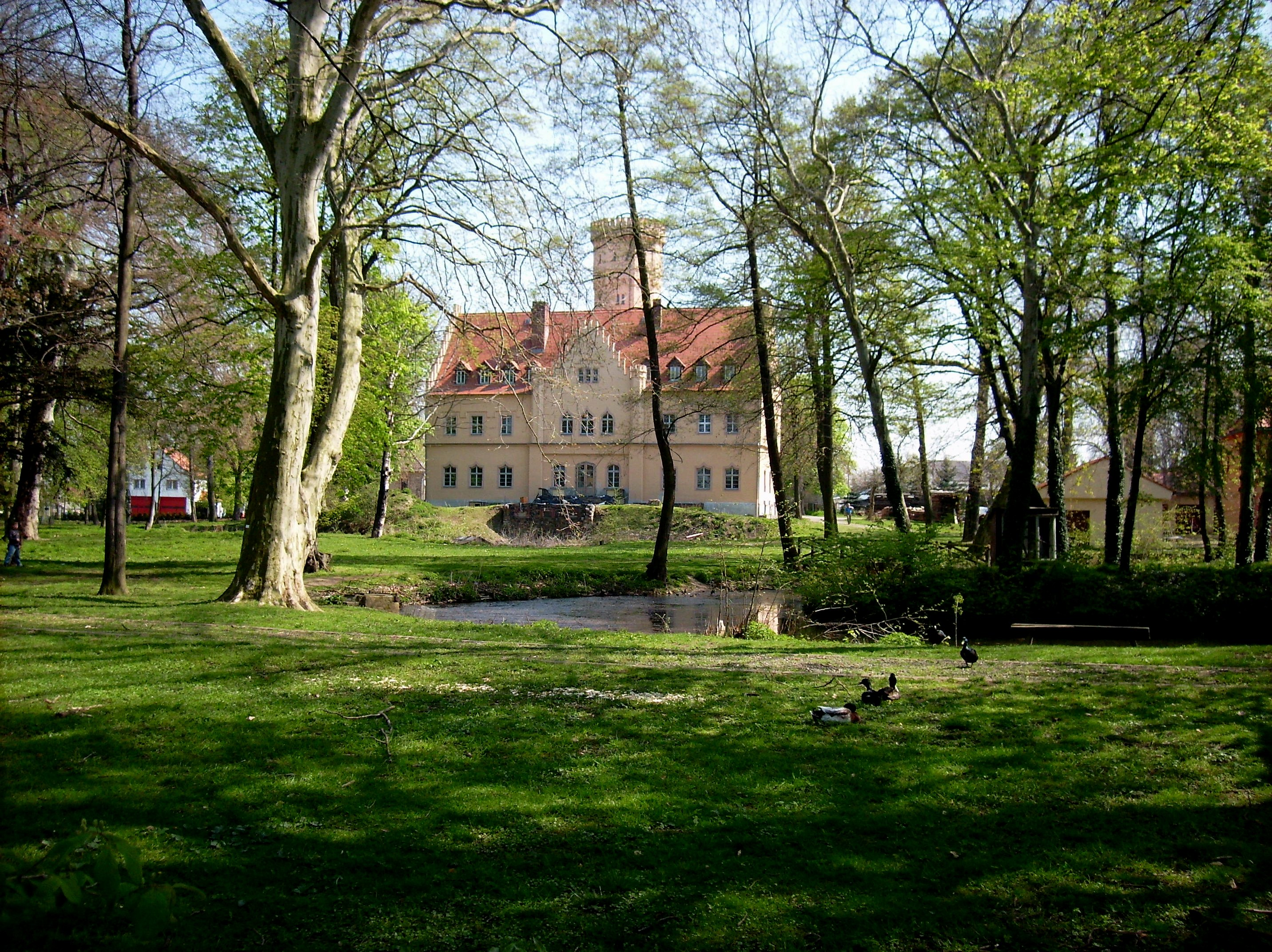
Castillo de Pomßen
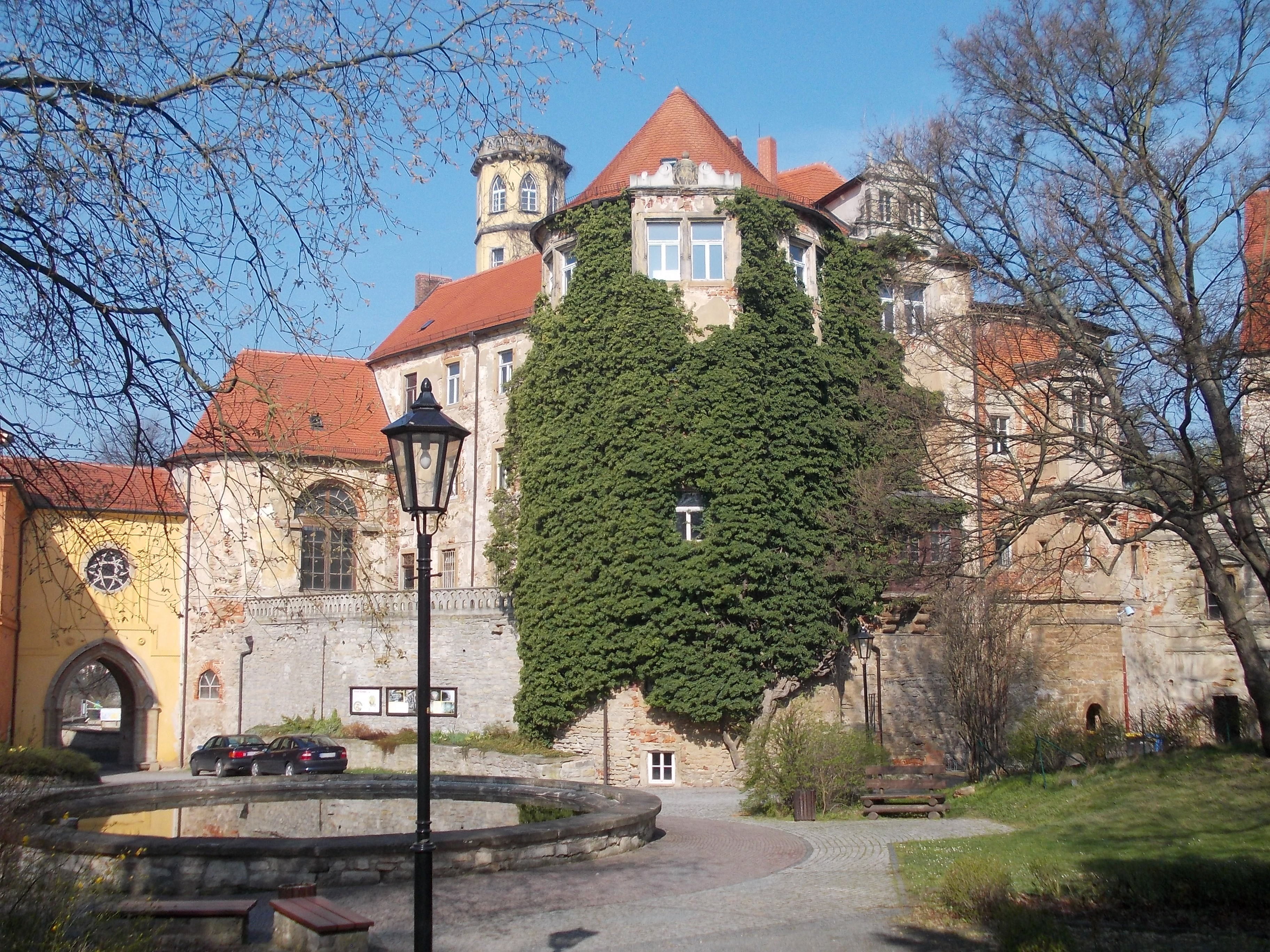
Castillo de Droyßig
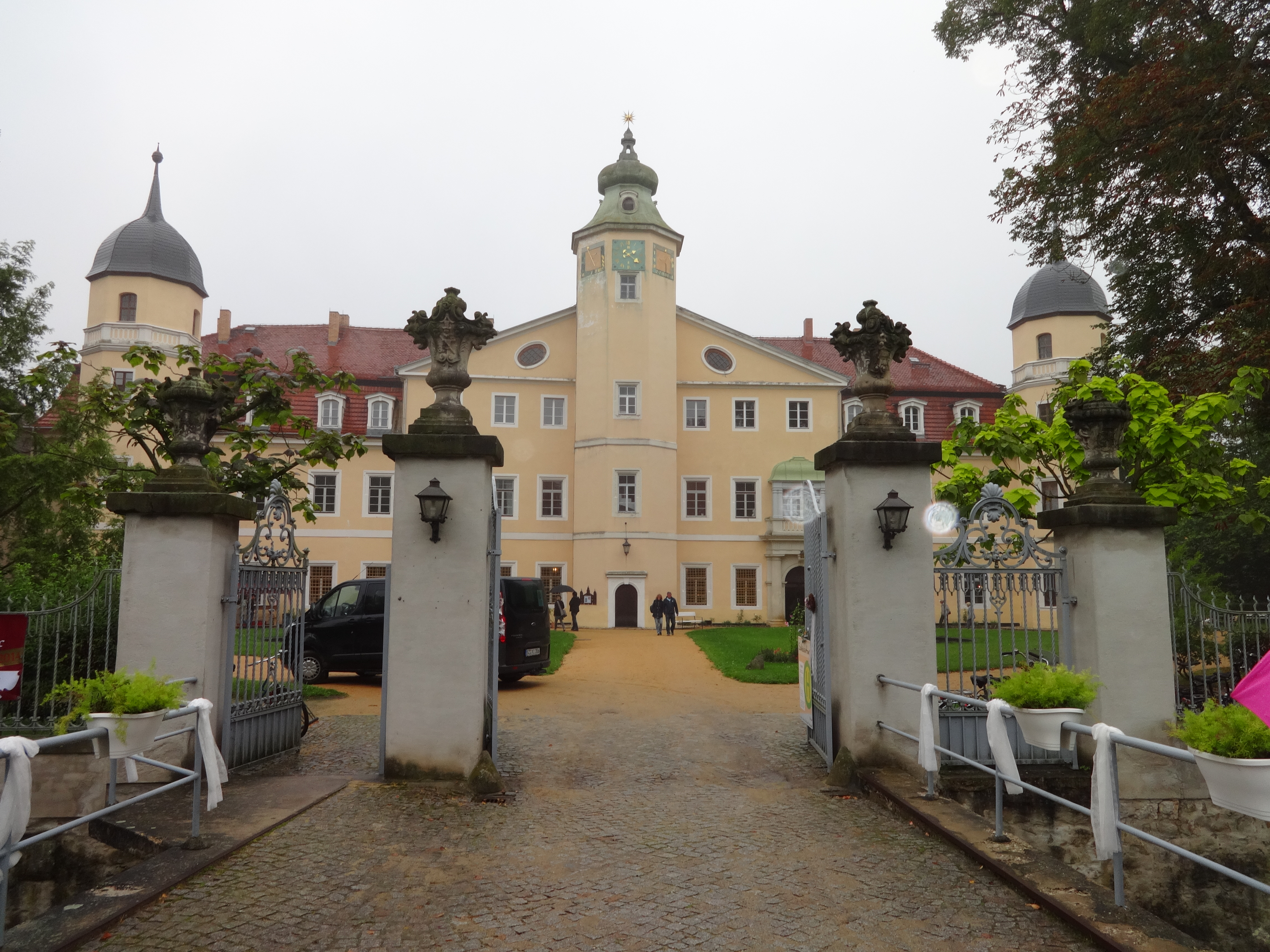
Castillo de Hermsdorf
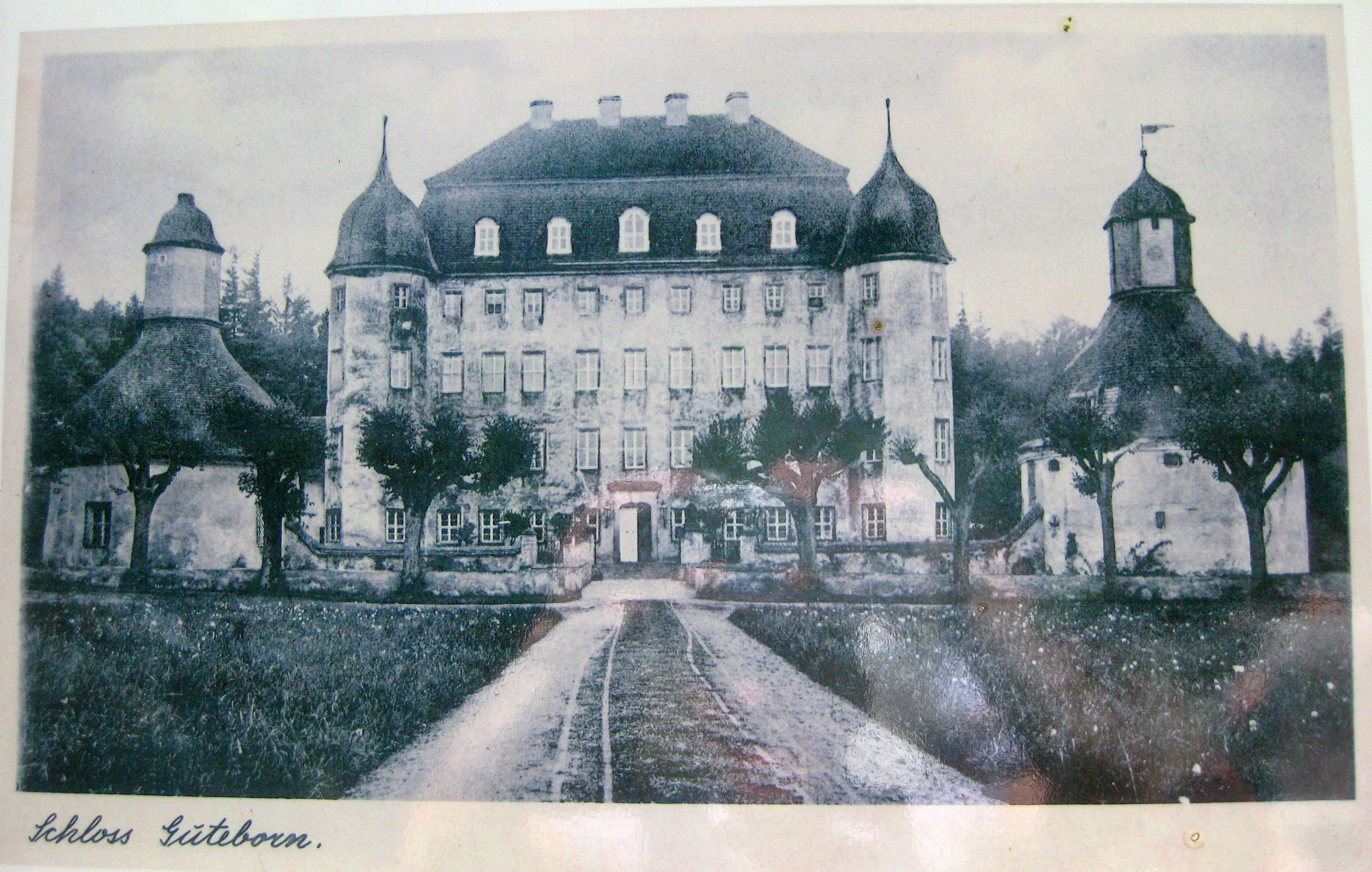
Castillo de Guteborn
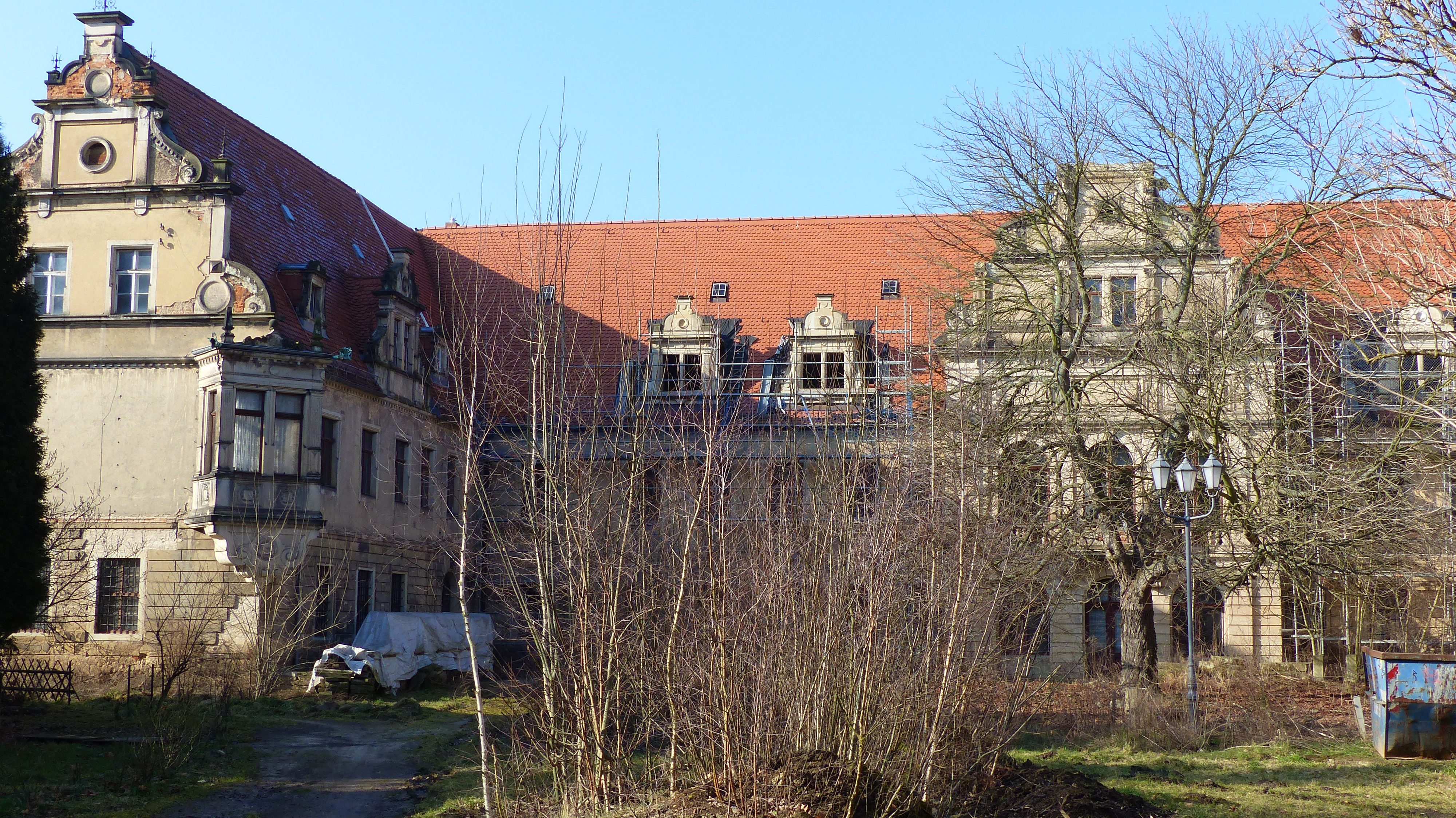
Castillo de Gauernitz
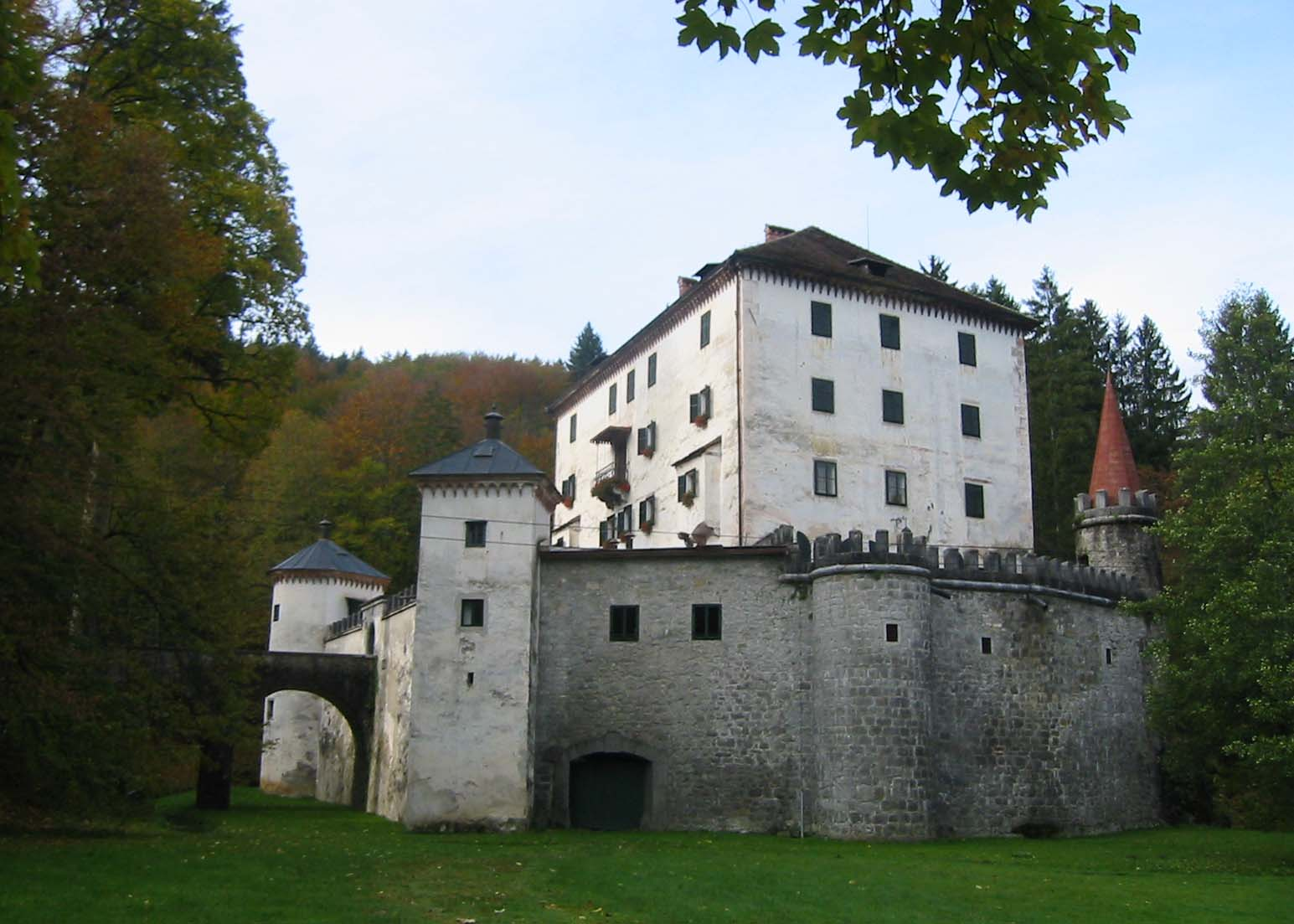
Castillo de Schneeberg (Slowenien)

#### Rama menor: Schönburg-Hartenstein
Friedrich Alfred (1786-1840), hermano menor del príncipe Otto Viktor von Schönburg-Waldenburg, fue elevado a príncipe von Schönburg-Hartenstein; después de morir sin hijos, su hermano menor Heinrich Eduard (1787–1872), que vivía en Austria, heredó el título y las acciones de propiedad de Hartenstein y Stein.
Después de morir sin hijos, su hermano menor Heinrich Eduard (1787-1872), que vivía en Austria, heredó el título y las acciones de Hartenstein y Stein. Fundó la rama de Schönburg-Hartenstein, católica desde 1822. En 1835 adquirió el Castillo de Červená Lhota (Roth-Lhotta) en el sur de Bohemia, que permaneció en la familia hasta 1945. A través de su esposa, Heinrich Eduard hereda las propiedades del antiguo conde Clary en Dobritschan y Tuchořice en el Distrito de Saaz.Su hijo, el príncipe Alejandro (1826-1896), y su hijo Alois (1858-1944) fueron importantes estadistas y generales austríacos y desde 1838, durante un breve período, también en el gobierno de Hohenwang (Estiria), más allá del Achensee y desde 1843 en el Gundrum de Moravia. residente. La residencia de Viena fue el Palacio de Schönburg desde 1841. Alrededor de 1870-1880, fueron propietarios brevemente del castillo de Enzesfeld en Enzesfeld-Lindabrunn en la Baja Austria.
El jefe actual es el Fürst Johannes de Schönburg-Hartenstein (* 1951), su hijo mayor es Aloys (1982). El hermano menor, príncipe Alfredo de Schönburg-Hartenstein (1953), ha sido presidente de la Asociación de Asociaciones Aristocráticas Alemanas desde 2008 y ha sido propietario del Castillo Stein en Hartenstein desde 1996 mediante recompra. En 2014 también adquirió el antiguo castillo de Penig.

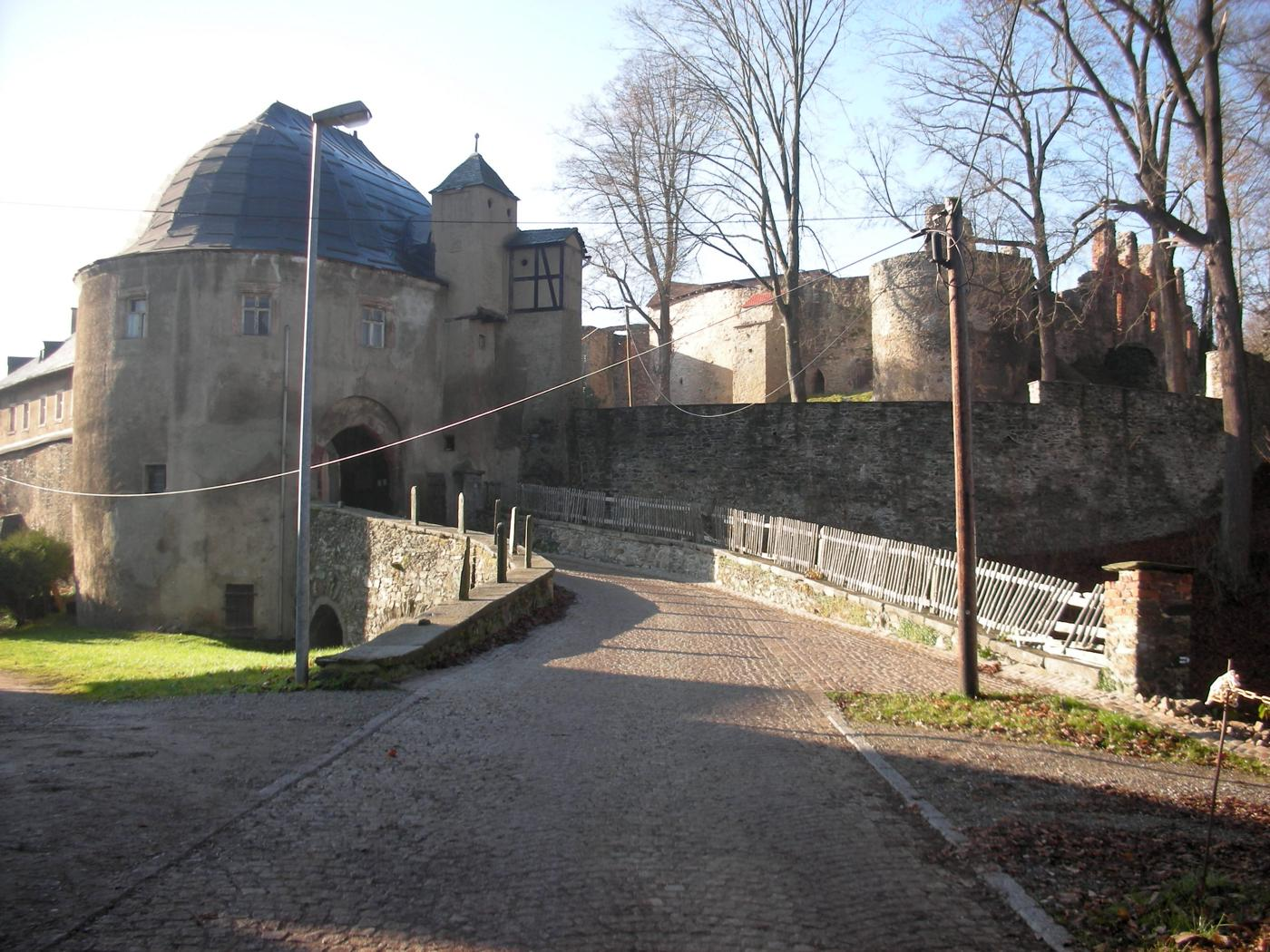
patio exterior conservado del castillo de Hartenstein
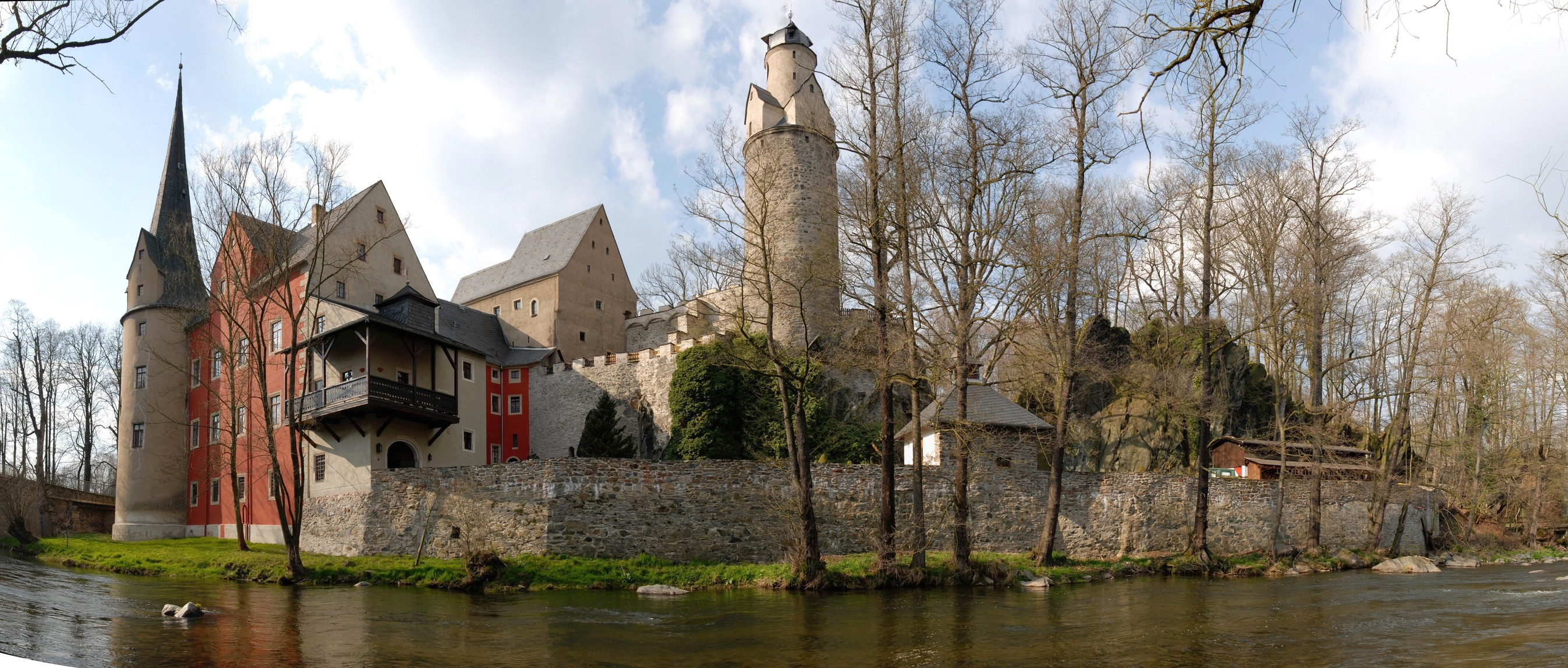
Castillo Stein en Hartenstein, en Sajonia
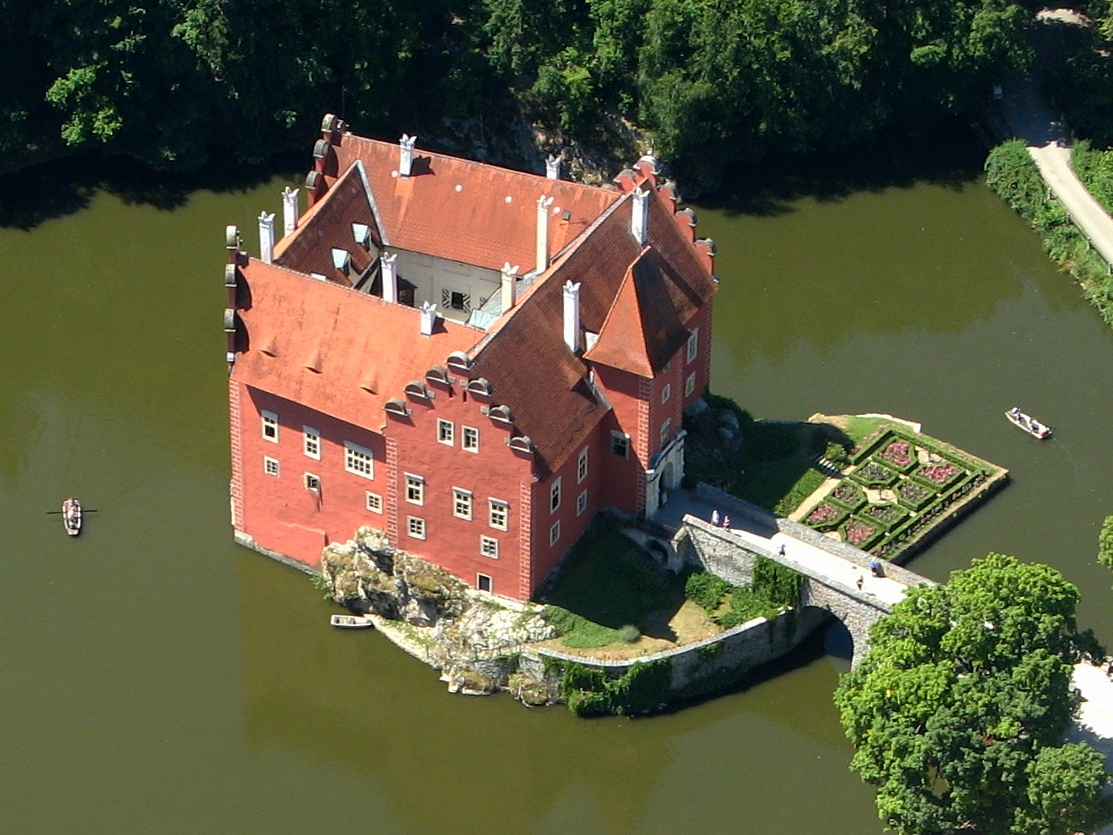
Castillo de Rothlhotta, Bohemia del Sur
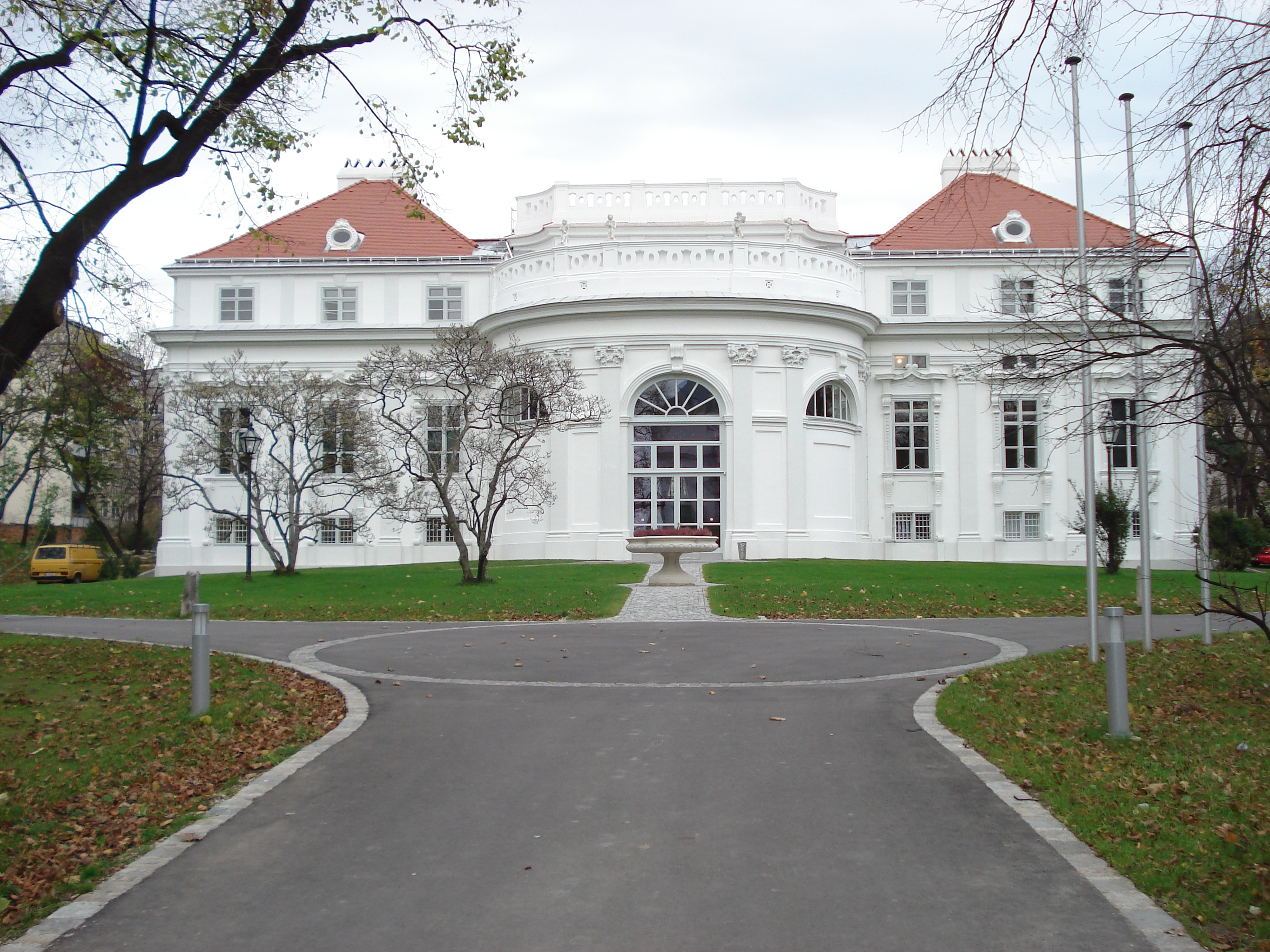
Palacio de Schönburg, Viena

### Línea condal Schönburg-Glauchau
La línea inferior fue fundada por Wolf II, señor de Schönburg zu Glauchau y Waldenburg (1532-1581), que había sido señor de Penig, Wechselburg y Rochsburg desde 1566. Los hijos de Wolf III (1556-1612) fundó las ramas Penig-Rochsburg y Wechselburg. Como la línea más antigua en el sexo general que Glauchauer, 1610  se extinguió, los derechos cayerón en Glauchau a la línea inferior, la rama de Penig-Roch Burger asumió Forderglauchau, que en el siglo XVIII en Penig-Forderglauchau y Rochsburg (anunciado en 1900 nuevamente Unidos), mientras que la sucursal de Wechselburg era propietaria de Hinterglauchau, también como residencia de verano desde 1805 Castillo de Gusow (Mark) y desde 1858 también Castillo de Netzschkau en Vogtland. En 1878, el rey Alberto I de Sajonia otorgó a todos los miembros de la línea del conde el título de "Alteza ilustre".
Con la muerte del conde sin hijos Richard Clemens von Schönburg-Hinterglauchau (1829-1900), se reunió toda la propiedad de la línea del conde, en manos de la rama Fordglauchau, que era católica desde 1869. Bajo Joaquín de Schönburg-Glauchau (1873-1943) y su hijo Carl Graf von Schönburg-Glauchau (1899-1945), el castillo doble de Glauchau se dejó en gran parte a la ciudad para su uso como museo; los castillos de Peniger se utilizaron como salas de audiencias hasta que se vendieron en 1889 Se utiliza la sede oficial y administrativa y el Rochsburg como museo y albergue juvenil. El lugar de residencia fue el castillo de Wechselburg. El condé Joaquín de Schönburg-Glauchau (1929-1998) fue expulsado con su madre y hermanos en 1945 y expropiado sin indemnización. Su hijo menor, el periodista y escritor, el condé Alejandro de Schönburg-Glauchau (1969) es el actual jefe de la línea de Schönburg Glauchau.

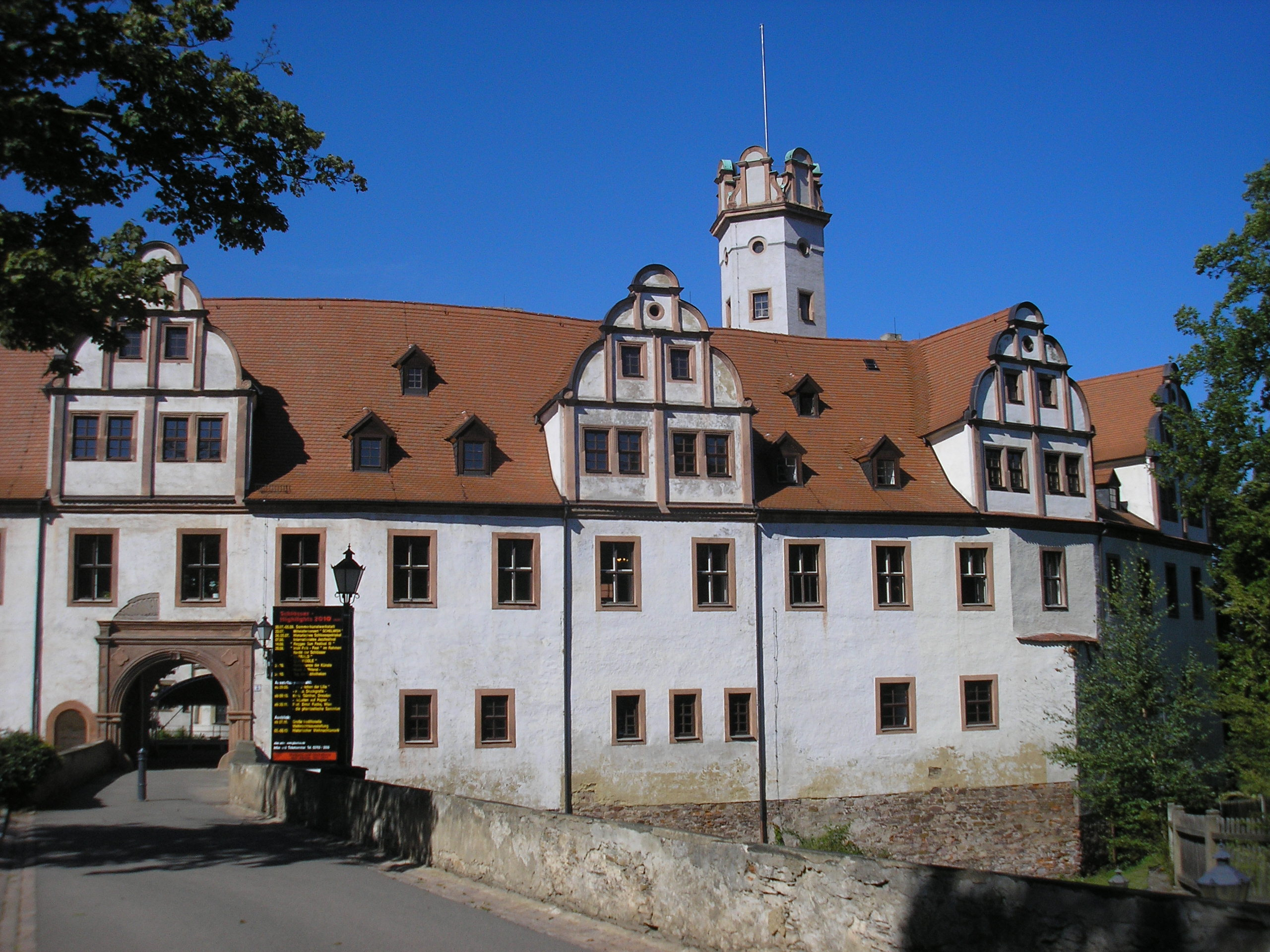
Castillo de Fordglauchau
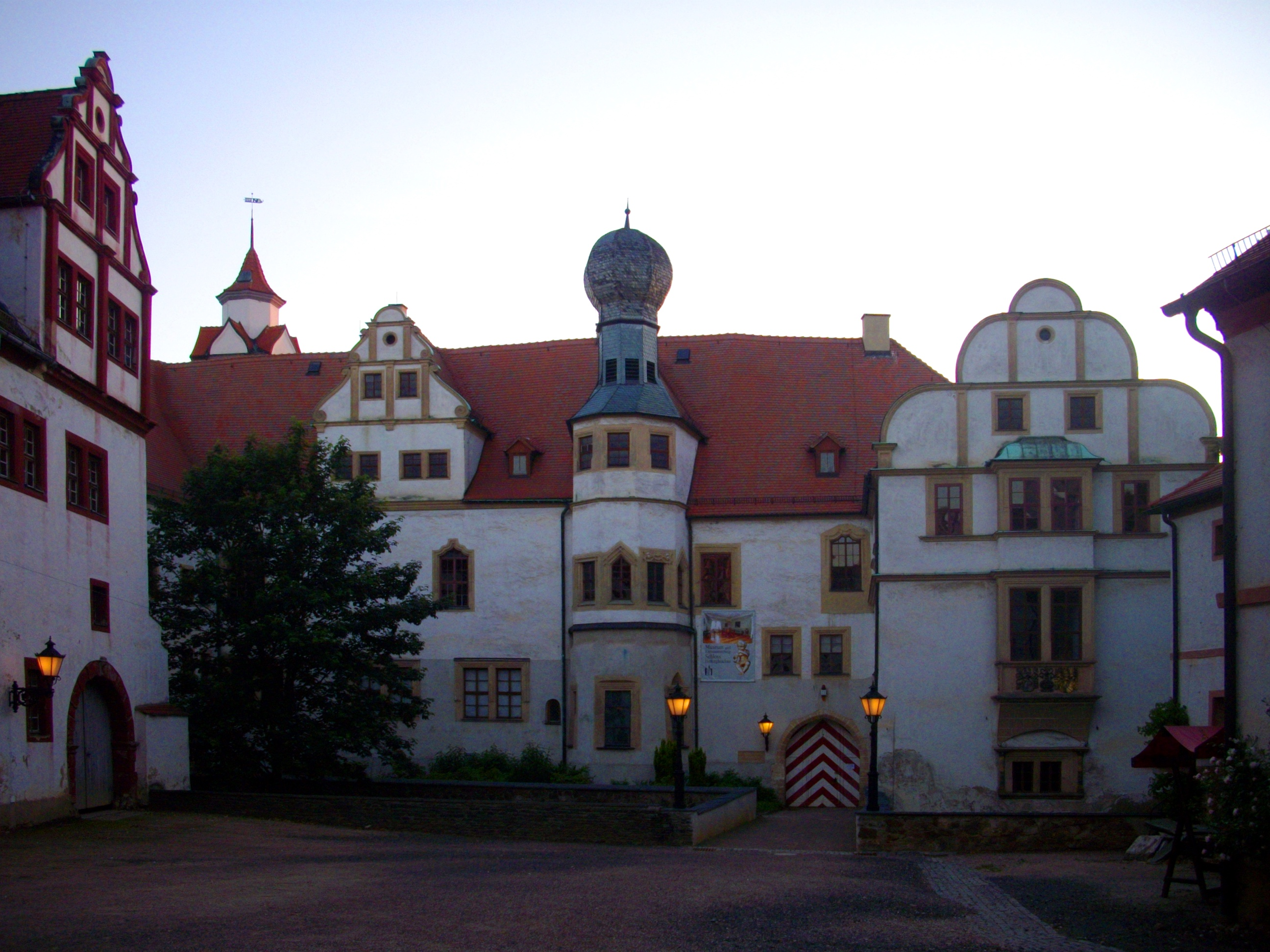
Castillo de Hinterglauchau
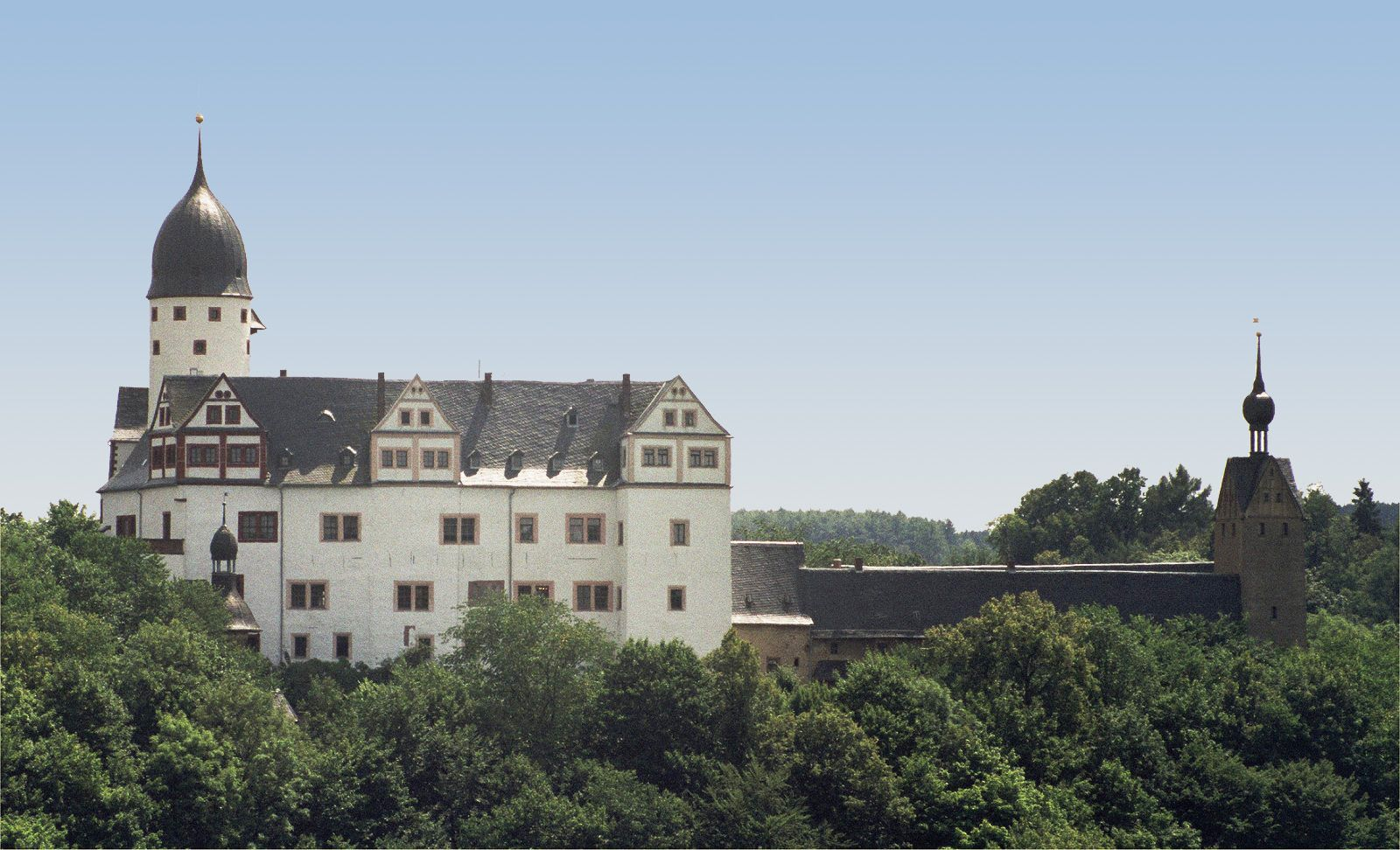
Castillo de Rochsburg
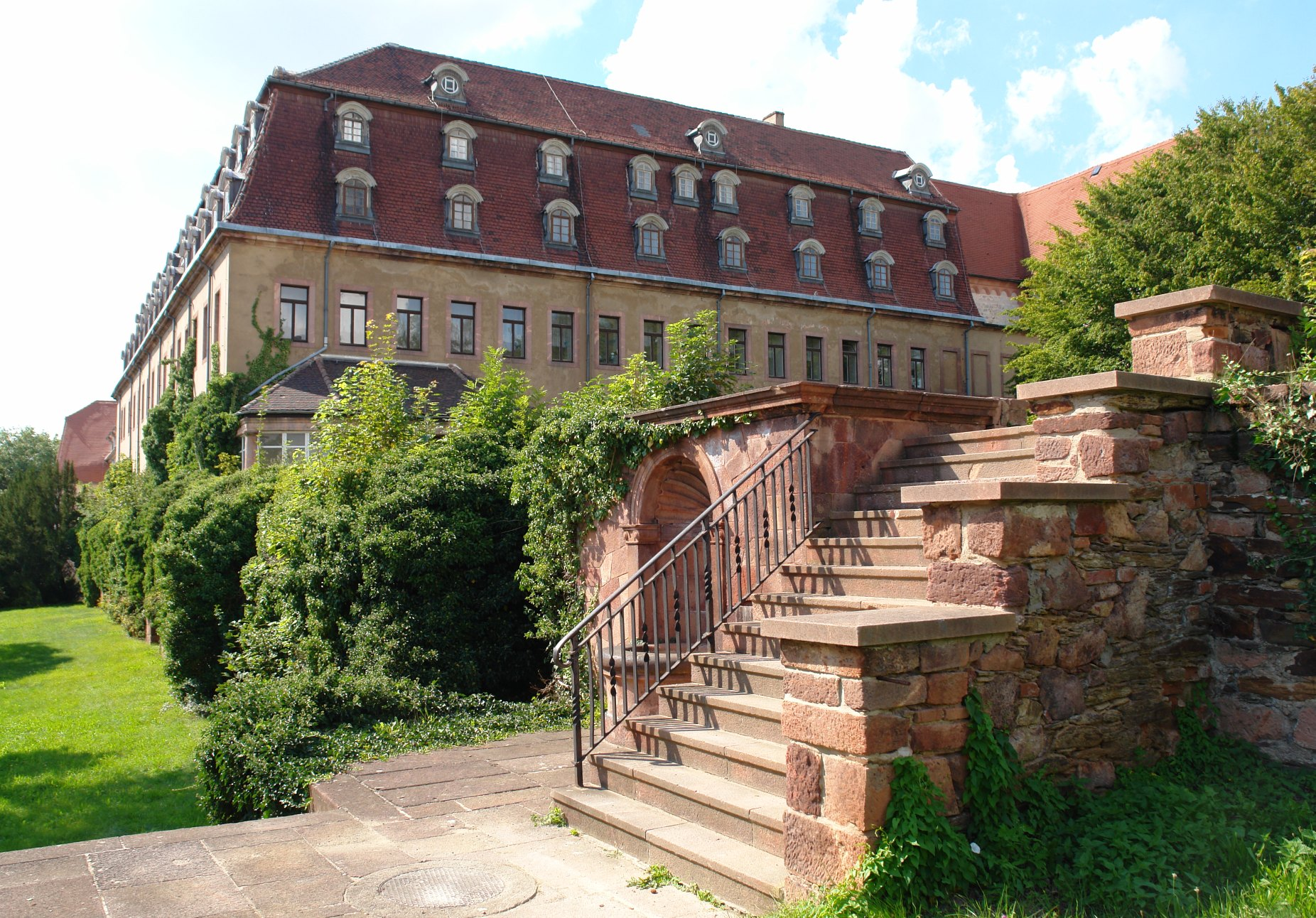
nuevo (barroco) castillo de Wechselburg
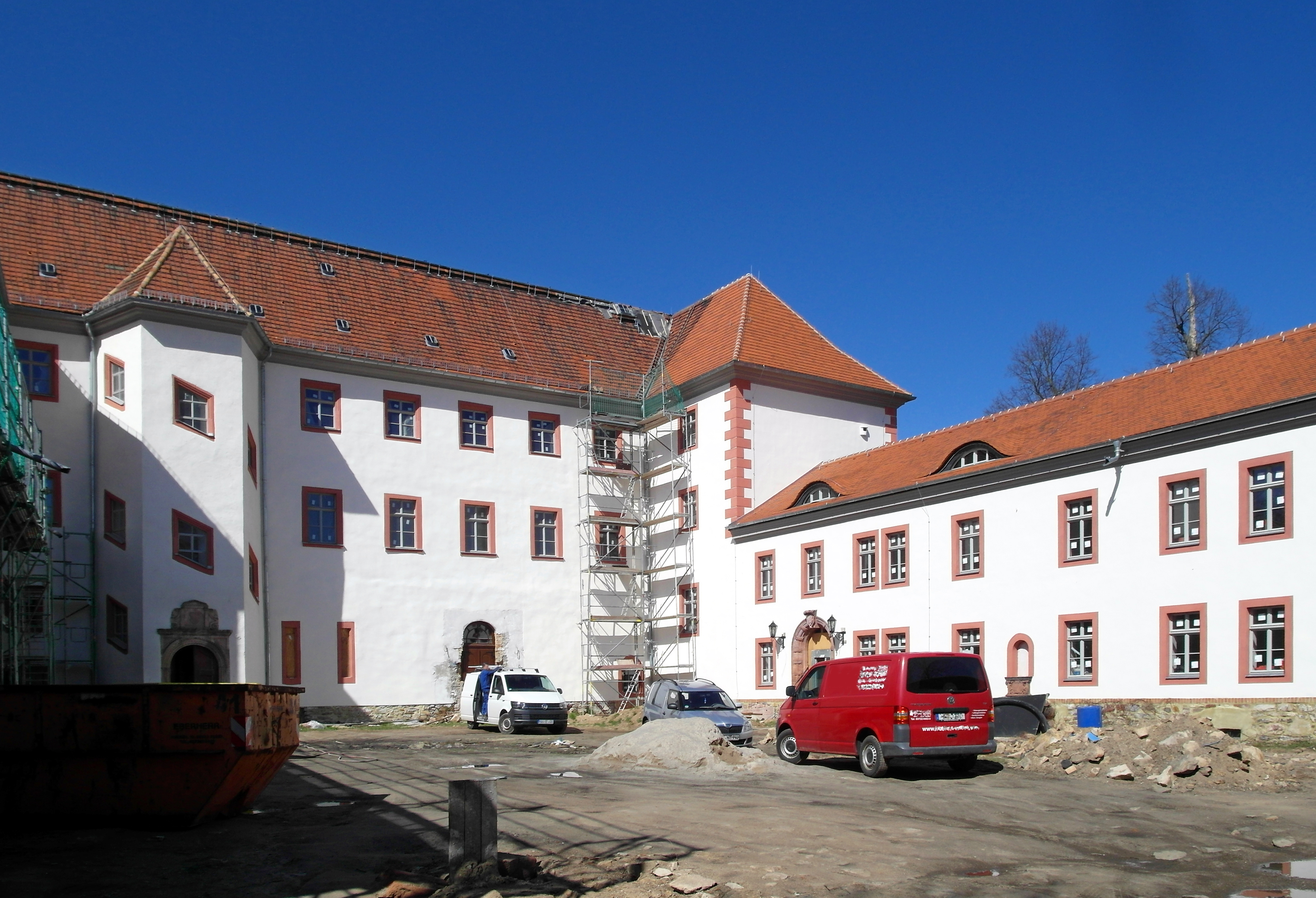
Castillo viejo de Penig
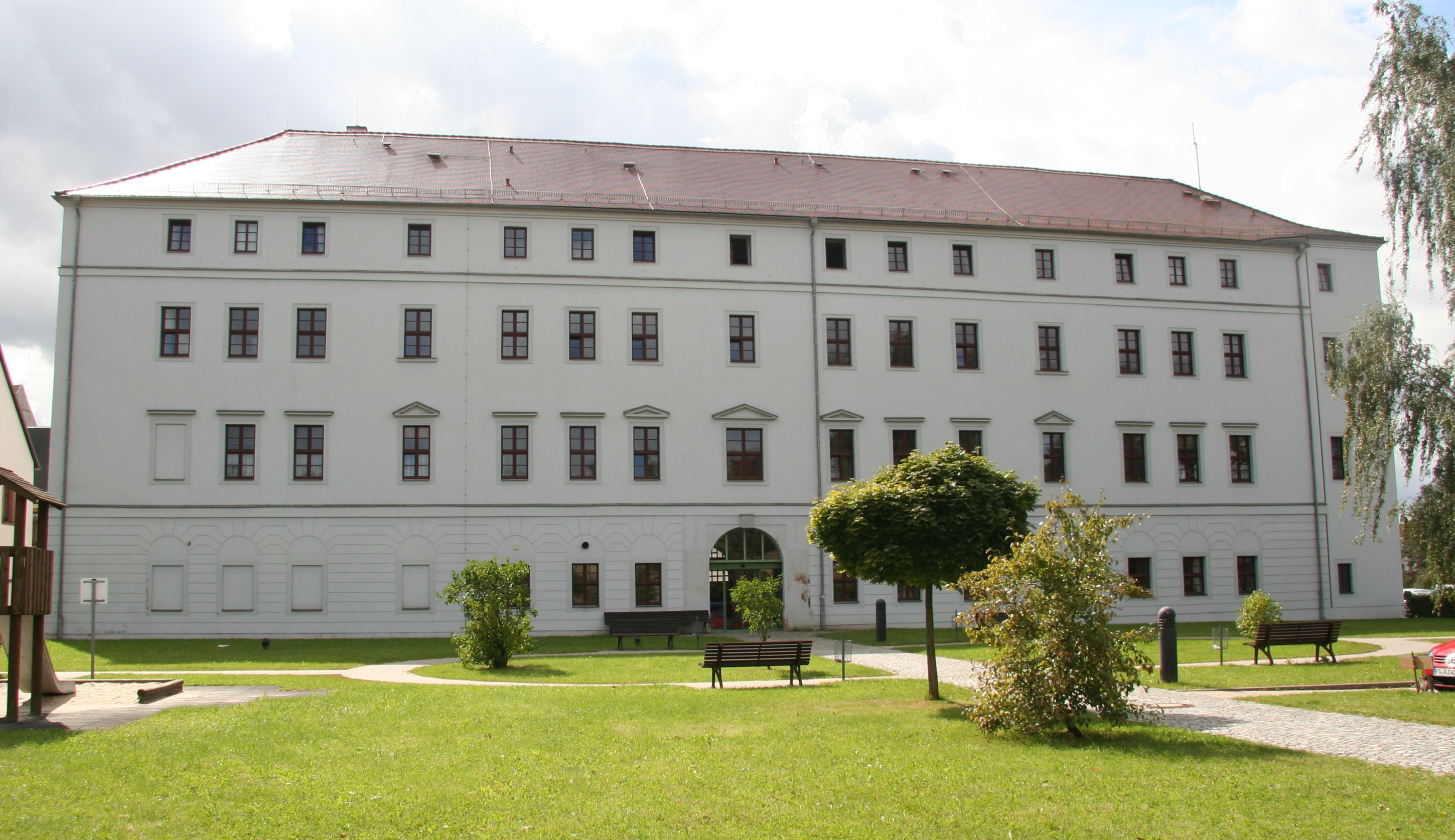
Nuevo castillo de Penig
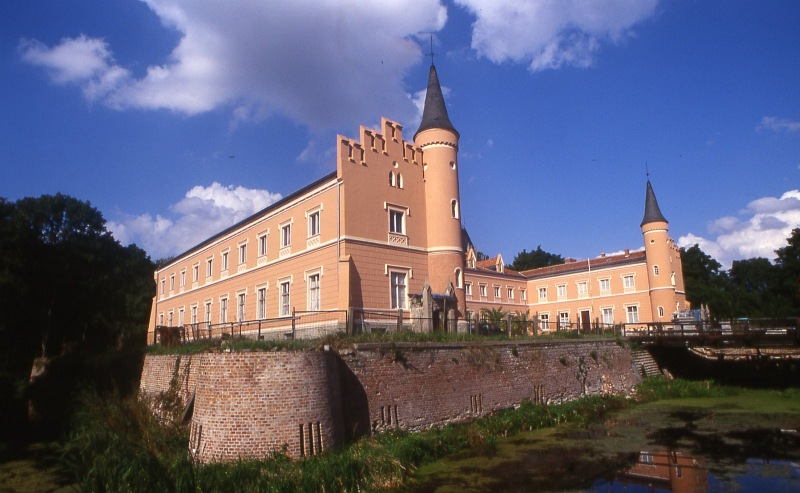
Castillo de Gusow
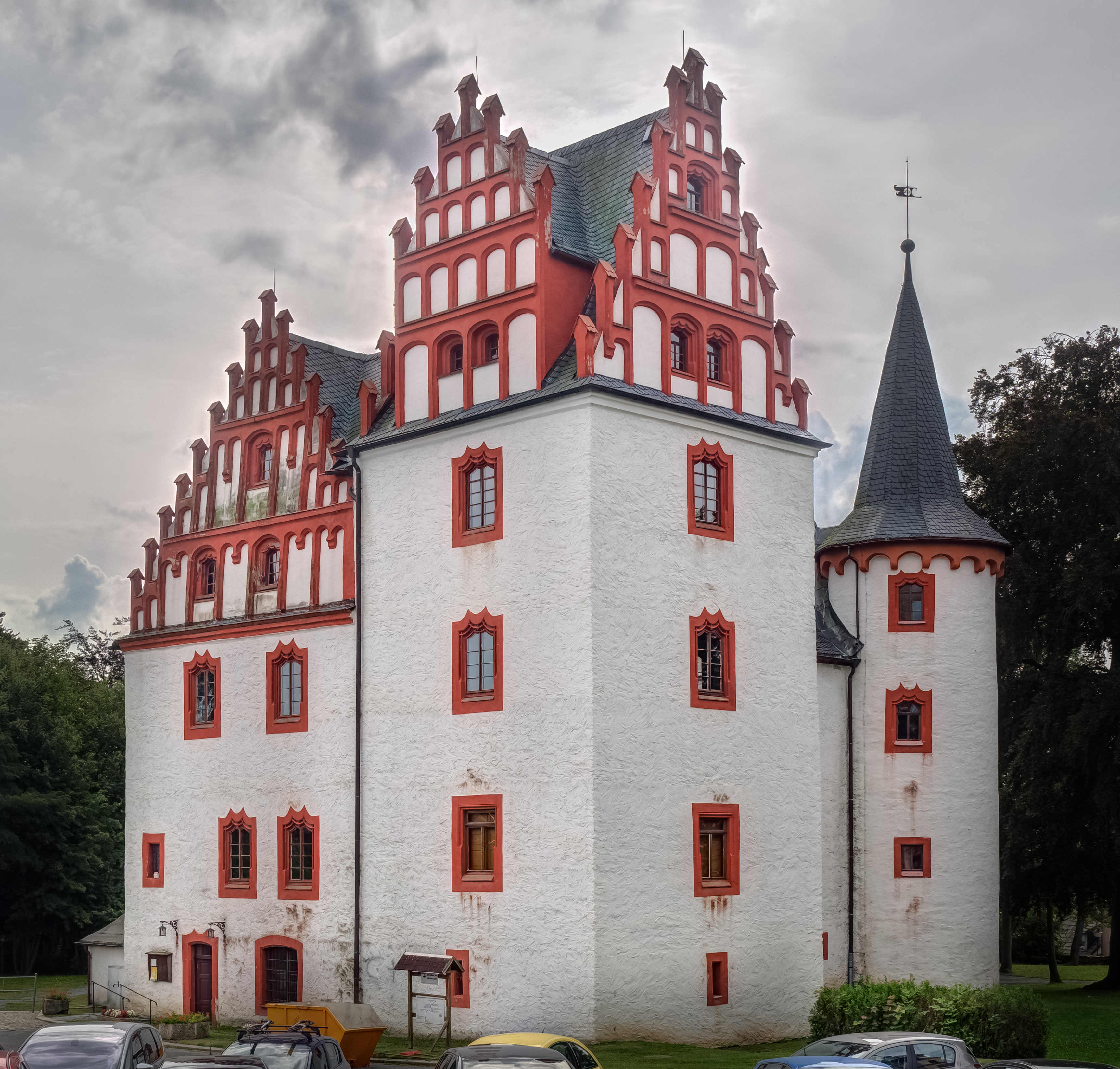
Castillo de Netzschkau
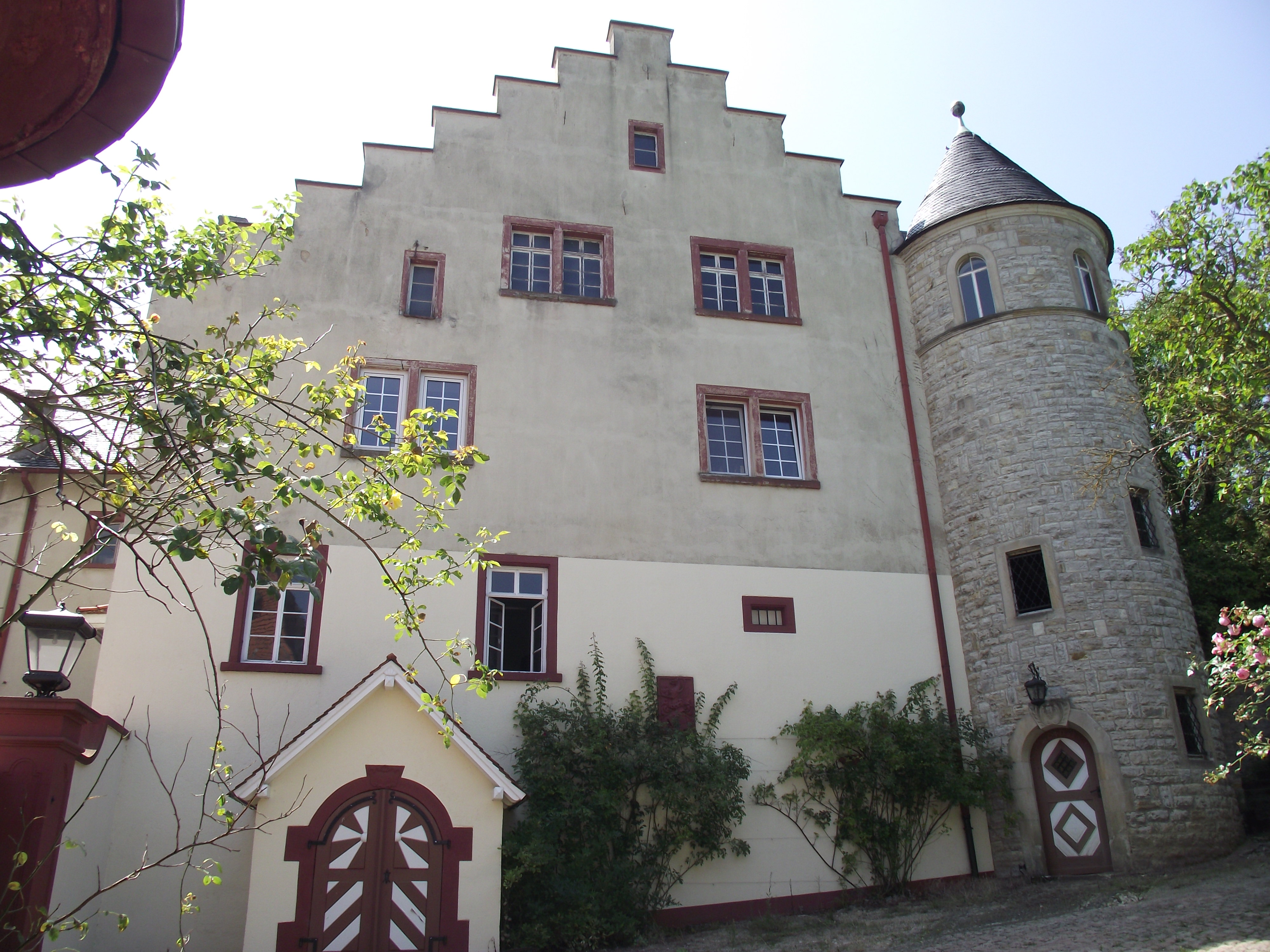
Castillo Westerhaus

## Posesiones y títulos conjuntos, contratos de división y contratos de vivienda
Ya en la Edad Media, los Schönburger habían compartido la propiedad, por ejemplo, de la regla Glauchau (sede administrativa central) y Geringswalde (casa monasterio de los Schönburger y probablemente su primer castillo en el valle de Mulden). Por lo tanto, se produjo durante la Guerra Fratricida de Schoenburg (1347-1355) que Schoenburger von Burg Hassenstein en 1349 en una disputa de herencia entre los hermanos Glauchau Hermann VIII (†1356) y Friedrich XI (†1389) hizo que los soldados marcharon a Glauchaupor, para reclamar la herencia de su hermano Dietrich II, que había ingresado en la Orden Teutónica.
La propiedad conjunta y los títulos que se le atribuyen también se determinaron en el caso de escisiones posteriores o contratos de escisión. Todas las personas involucradas en la notarización podían llamarse, por ejemplo, "Herr zu Glauchau y Waldenburg", si los señores de Glauchau y Waldenburg se definían como propiedad conjunta en un acuerdo de partición, pero también si no poseían una parte de esta regla.Fiderico XI von Schönburg, se llamó a sí mismo por primera vez en 1378 "Señor de Glauchau y Waldenburg". Dichos contratos de división y otros contratos de vivienda se han dictado para el año 1431 (línea Pürstein), 1446 (Glauchau propiedad conjunta), 1524, 1556 (contrato de división, propiedad conjunta de Hartenstein y Geringswalde), 1582 (división de los señores de Hartenstein, Lichtenstein y Waldenburg), 1639 (división del señorío de Hartenstein en Hartenstein y Stein), 1681 (división del gobierno de Glauchau en Fordglauchau e Hinterglauchau), 1683 (división del gobierno de Fordglauchau en parte de Peniger y Wechselburger), 1701/1702 (división de la línea de Waldenburg en las ramas Waldenburg, Lichtenstein, Hartenstein y Stein), 1707.
Como:
- 1446 Acuerdo de partición:
  - Veit II von Schönburg recibe a los señores de Lichtenstein y Hartenstein
  - Friedrich XX von Schönburg recibe a Waldenburg.
- En 1556 se crearon las líneas de Schönburg mediante un contrato de partición:
  - Penig (-W Wechselburg-Rochsburg) bajo Wolf II von Schönburg.
  - Waldenburg (-Lichtenstein) bajo Hugo II de Schönburg.
  - Glauchau (-Remse) bajo Georg I von Schönburg.
- En 1556 se estableció un gobierno general en Schönburg con sede en Glauchau.
- 1582 Contrato de herencia de los hijos de Hugo I von Schönburg:
  - Georg II recibe el gobierno de Waldenburg.
  - Vitus III la regla de Lichtenstein.
  - Hugo II el gobierno de Hartenstein.
- Los contratos de vivienda se redactan en 1604 y 1632.
- En 1610 expira la línea Schönburg-Glauchau con Augustus von Schönburg.
- En 1740, después de la recesión, se formó un nuevo gobierno general con el Electorado de Sajonia.
- En 1786, Otto Carl Friedrich emite la Ordenanza de primogenitura para las líneas Waldenburg.
- Asimismo, en 1786, la línea Schönburg-Hartenstein con Friedrich Albert expira el 18 de diciembre. Otto Carl Friedrich von Schönburg-Waldenburg ahora une a todos los gobernantes de la (s) línea (s) de Waldenburg, incluido Hartenstein en su mano.
- 1791 Intento de establecer un gobierno de Waldenburg para la línea Schönburg-Waldenburg.
- 1811–1813 se hicieron recesos sobre el legado de Otto Carl Friedrich von Schönburg-Waldenburg entre sus hijos.
- 1813 Movimiento de los límites de las oficinas entre los dominios de Lichtenstein, Stein y Hartenstein.
- 1834 Reglamento de primogenitura de la casa principesca de Schönburg-Waldenburg.
- 1836 Disolución del gobierno general y fundación de la cancillería general sustituta en el castillo Fordglauchau tras el proceso explicativo de 1835 con Kursachsen.
- 1845 a 1861 administración conjunta de los bienes de la línea principesca Schönburg-Waldenburg. 1861 Se cancela la administración conjunta de la (s) línea (s) Waldenburg para Heinrich Eduard von Schönburg.
- 1854 Reglamento de primogenitura de la Casa del Príncipe de Schönburg-Waldenburg.
- 1860 Reglamento de primogenitura de la Casa de los Condes de Schönburg-Fordglauchau.
- 1860 Distribución de la herencia entre Heinrich Eduard y Friedrich von Schönburg.
- 1861 Contrato familiar de participación en los asuntos domésticos de la comunidad.
- 1864 Reglamento de primogenitura de la Casa de los Condes de Schönburg-Hinterglauchau-Rochsburg.
- 1878 Abolición de toda la circunscripción de Glauchau en Schönburg.
- 1883 Acuerdo entre los miembros de la Cámara de Schönburg sobre la división de la compensación financiera a través del Electorado de Sajonia (abolición de la jurisdicción de Schönburg).
- 1900 Fusión de los gobernantes Hinter- y Fordglauchau, tras la extinción de la línea Schönburg-Hinterglauchau en la línea masculina. La línea Fordglauchau pasa a llamarse Schönburg-Glauchau.[7]

## Escudo de armas

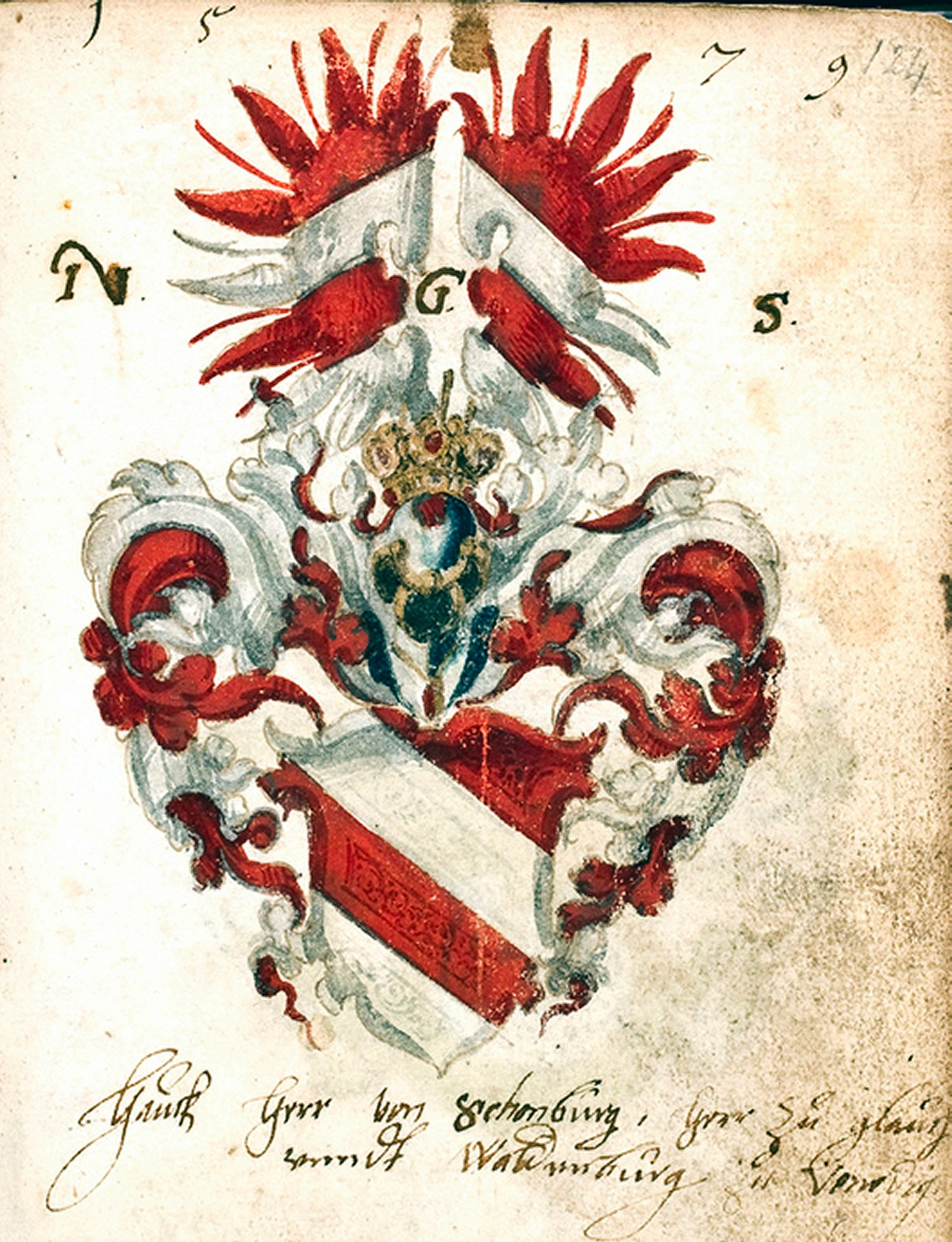
Escudo de armas de la familia von Schönburg, 1579.

El escudo de armas de la familia está dividido diagonalmente a la derecha tres veces por rojo y plateado. En el casco hay un vuelo que está etiquetado como el escudo. La funda del casco es de color rojo plateado.
Ocasionalmente también hay tres barras diagonales rojas, especialmente con los escudos de armas de la alianza, donde los símbolos del escudo de armas se mostraban tradicionalmente "uno frente al otro". Los escudos de armas medievales a veces muestran tres barras diagonales rojas.
La primera representación conocida del escudo de armas de Schönburg se puede encontrar en la escritura de fundación del convento benedictino Geringswalde, el monasterio de la casa de Schönburg, del 2 de enero de 1233. Esta es también la primera mención documentada de los Schönburgers de Muldenland. El escudo de armas no ha sido heredado de los primeros Schönburgers que eran ricos cerca de Naumburg y Merseburg.
En las alas de la puerta del castillo de Fordglauchau (puerta este) y en el salón de baile (Salón Azul) del castillo de Waldenburg, se pueden ver escudos de armas de Schoenburg, que están cubiertos con el águila imperial (como en otras casas de los condes o príncipes gobernantes o también en las ciudades imperiales libres) como un signo de inmediatez imperial.
Desde que la línea Waldenburg fue nombrada para el cargo de príncipe imperial en 1790 por el emperador Leopoldo II, toda la familia Schönburg ha podido coronar su escudo de armas con un sombrero principesco adornado con armiño, rodeado por un escudo de armas.
El escudo de armas de Schönburg se agregó a los escudos de armas de las ciudades de Glauchau y Lichtenstein, así como al distrito de Zwickau:

Glauchau
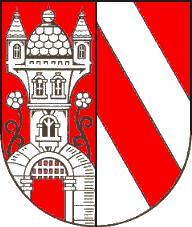
Lichtenstein/Sa.
Distrito de Zwickau

### Saga heráldica
En la última batalla que libró Carlomagno contra el duque sajón Wittekind, fue acosado. La mayoría de sus compañeros ya habían caído, solo él resistió el embate del enemigo. De repente, un trozo de piedra arrojado con una mano fuerte golpeó su escudo. El escudo se hizo añicos y Carlos solo tenía su espada para defenderse. Entonces uno de sus compañeros caídos se levantó y le entregó su escudo. Tan pronto como se cubrió con él, la ayuda se acercó y la batalla se pudo ganar. Pudo encontrar vivo a su salvador y lo reconoció como un Schönburg. Hasta entonces, solo tenía un escudo de plata simple sin gema. Karl tocó la herida sangrante con el anillo, los dedos medio e índice de su mano derecha y acarició el escudo plateado dos veces. de modo que adornaba dos franjas rojas. Dijo: "Schonburg, de ahora en adelante este será tu símbolo, tu sangre el escudo de armas de tu casa".
También hay otras versiones de la saga del escudo de armas de Schönburg.

### Escudos de armas de líneas más antiguas
Según un folleto de 1981, la línea mucho más antigua la de "Turingia oriental", con su primer representante tradicional Ulrich von Schönburg: "Ulricus de Schunenburg" (mencionado por primera vez en 1130, mencionado por última vez en 1166 o muerto), usaba un escudo de armas completamente diferente. Tenían una cruz de San Andrés mentirosa en su escudo. La línea mencionada fue la del Schönburg cerca de Naumburg. También se dice que fueron propietarios de la diócesis de Merseburg hasta que se vendió en 1394. (La línea Schoenburg-Crimmitschau de Pleissnerland no se puede utilizar aquísignificar, que desapareció alrededor de 1413 en el lado masculino. Esto también tenía el conocido escudo de armas de Schoenburg "con rayas rojas y blancas alternativamente en diagonal a la derecha", como lo demuestra el escudo de armas de la ciudad de Crimmitschau) .Otros libros afirman, sin embargo, que el escudo de armas de Schoenburger de Turingia no ha sobrevivido, por lo que se desconoce.

### Ciudades y lugares de Schönburg
El escudo de Schönburg o las barras rojas y blancas (rojas y plateadas) se incorporaron a los escudos de muchas antiguas ciudades de Schönburg y del distrito de Zwickau:
Bernsdorf (Zwickau)

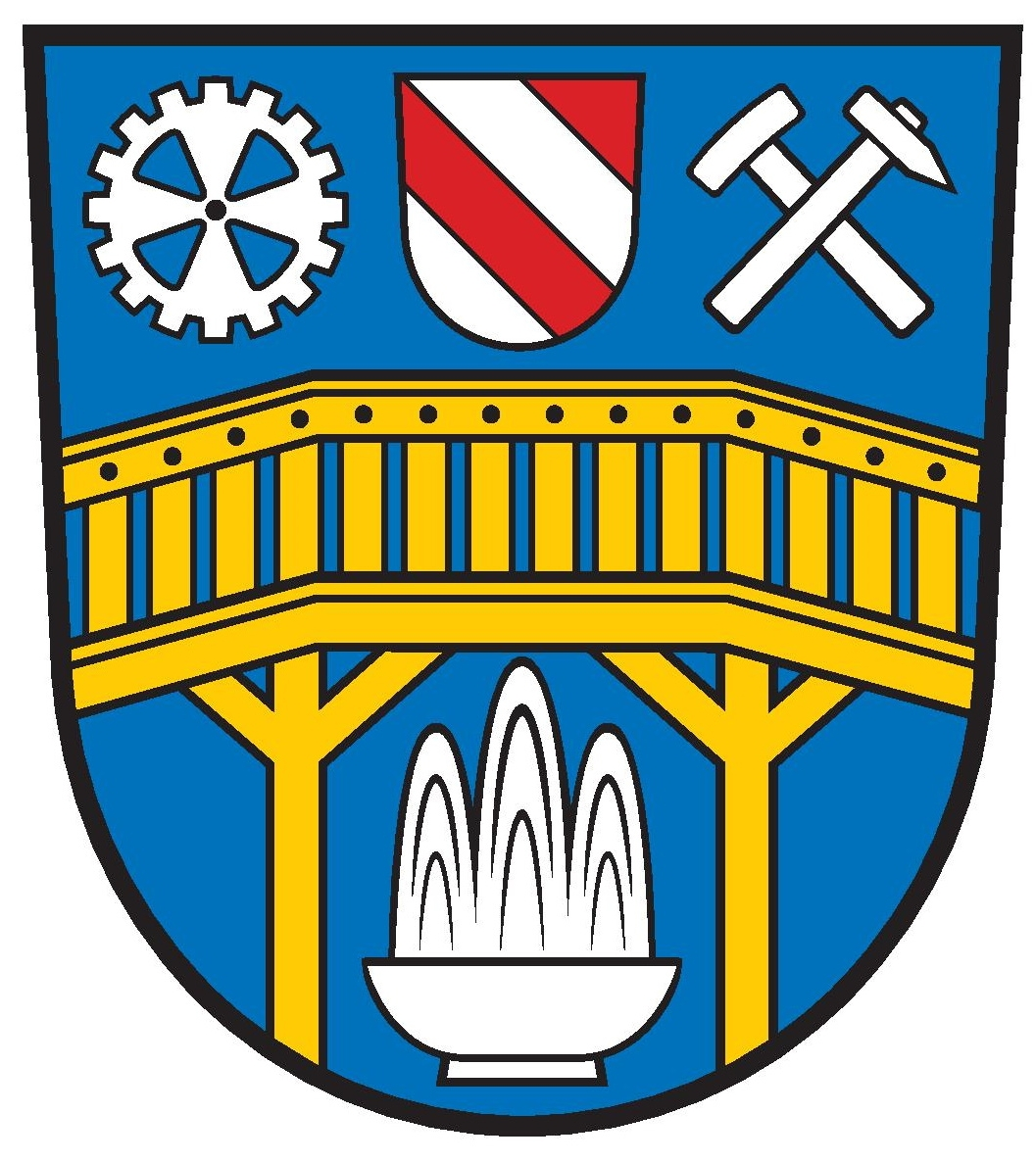
Ciudad de Aue-Bad Schlema, desde 2021
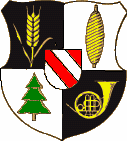
Municipio de Bernsdorf (distrito de Zwickau)
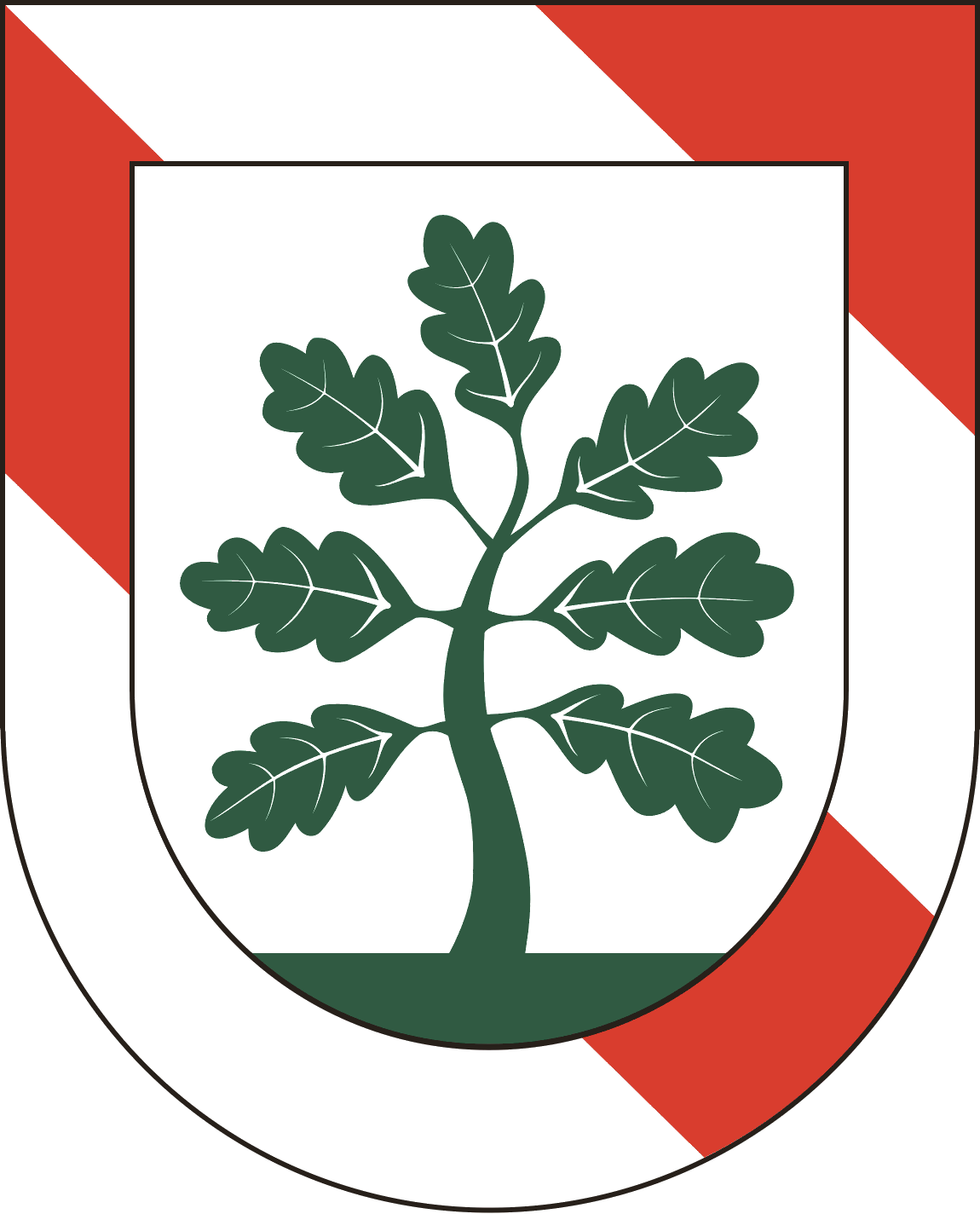
Comunidad Callenberg
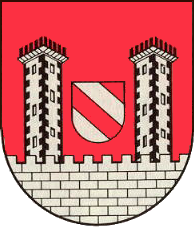
Ciudad de Crimmitschau
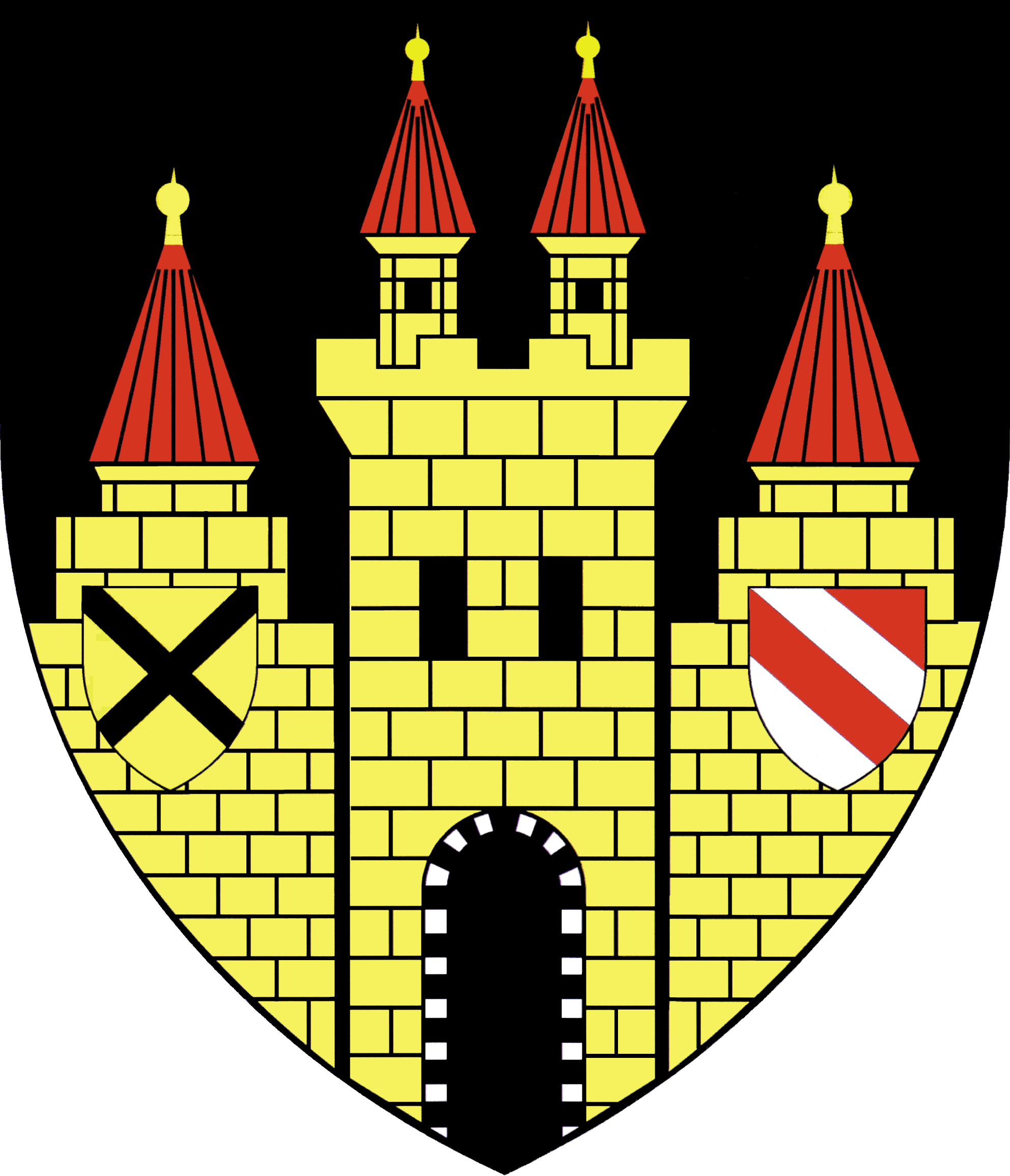
Ciudad de Elterlein
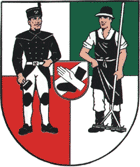
Plaza Gersdorf cerca de Zwickau
Ciudad de Glauchau
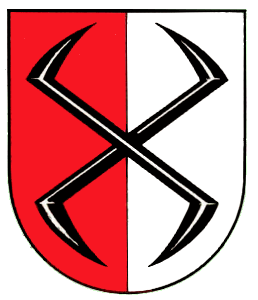
Ciudad de Hartenstein (Sajonia)
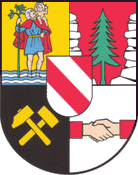
Ciudad de la montaña de Hohenstein-Ernstthal (antes ciudad gemela)
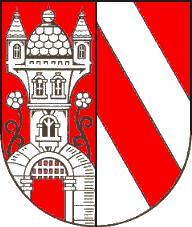
Ciudad Lichtenstein (incluida la antigua ciudad de Call(e)nberg)
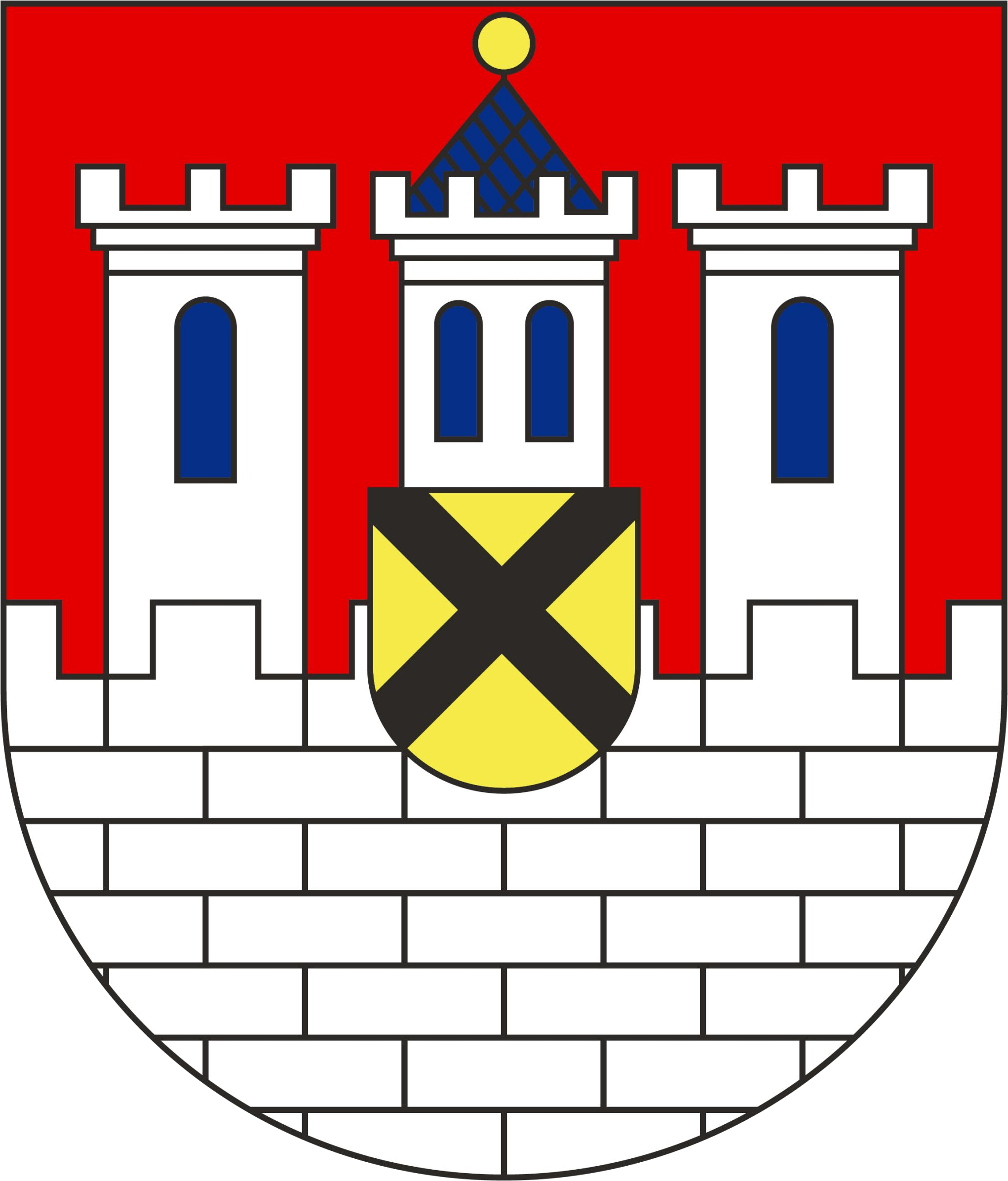
Ciudad de la montaña de Lößnitz
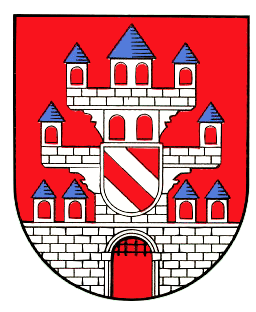
Ciudad de Meerane
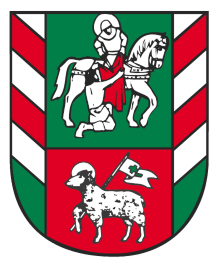
Ciudad de Oberlungwitz
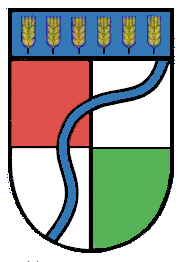
Municipio de Oberwiera
Pueblo de la montaña de Oberwiesenthal
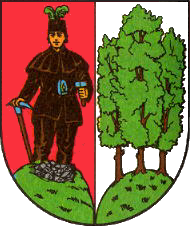
Ciudad de Oelsnitz
Municipio de Ponitz en Turingia
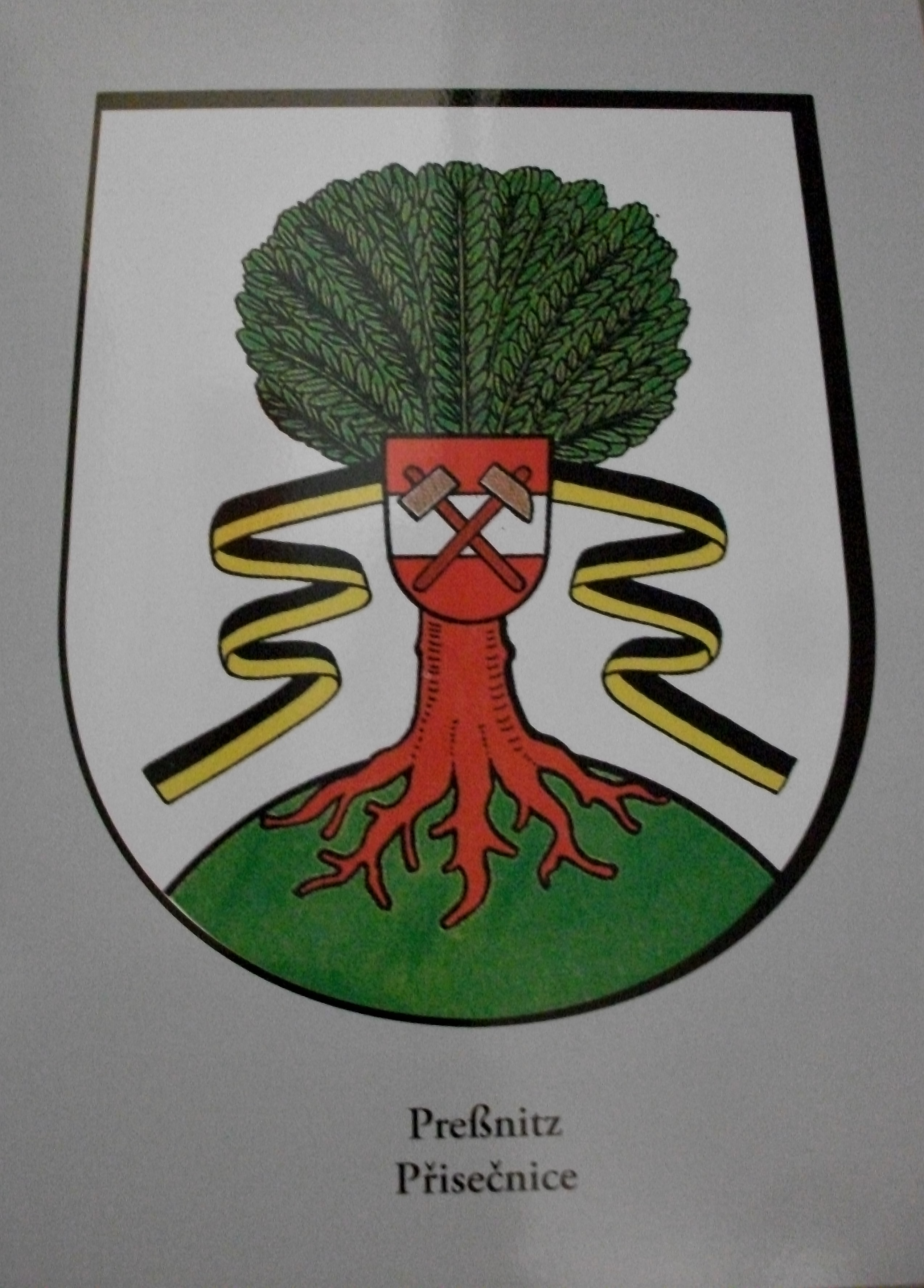
Antigua ciudad montañosa de Přísečnice en Bohemia
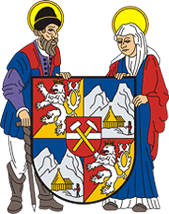
Pueblo de la montaña de Jáchymov en Bohemia
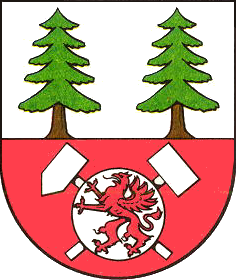
Pueblo de la montaña de Scheibenberg
Ciudad de Stollberg
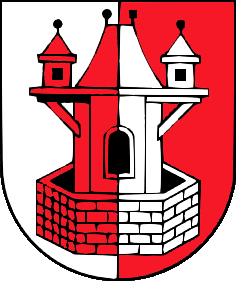
Ciudad de Waldenburg
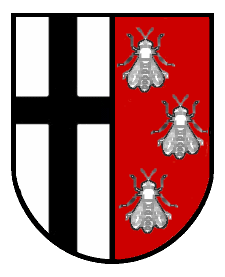
Ciudad de Wechselburg
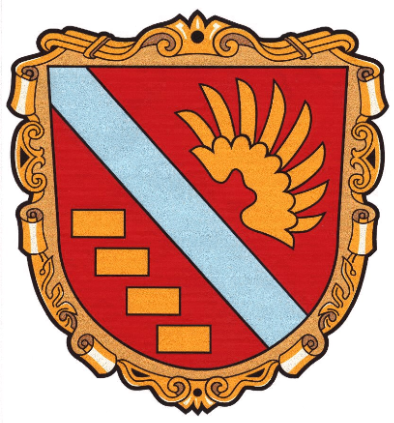
Distrito de Ziegelheim
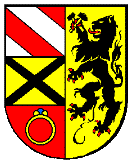
Distrito de Annaberg, 1994-2008
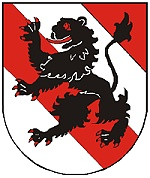
Distrito de la Comarca de Chemnitz, 1994-2008
Distrito de Zwickau, actual
Distrito de Stollberg, 1994-2008
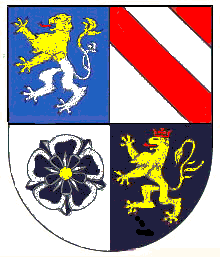
Distrito de la Comarca de Zwickau, 1994-2008

El municipio de Niederschindmaas, hoy distrito de Dennheritz, también tenía un escudo de armas que contiene las barras rojas y blancas.Las fundaciones (o cofundaciones) de Schönburg de Preßnitz (y St. Joachimsthal) en Bohemia muestran barras horizontales rojas y blancas. La ciudad bohemia de Kraslice incluía originalmente un escudo de armas de Schönburg en su escudo de armas.

## Bandera del estado de Schoenburg
Varias acuarelas creadas alrededor de 1867 por el pintor paisajista de Dresde Wilhelm Gebhardt (1827-1893), en su carpeta Die Schoenburgschen Schloesser, muestran banderas rojas y blancas ondeando en varios palacios de la casa, p. Ej. B. sobre los castillos Fordglauchau, Hinterglauchau y Waldenburg. Se muestra una bandera central horizontal dividida (dividida en dos), una mitad de la cual (generalmente la mitad superior) es blanca y la otra mitad roja, o una bandera horizontal se muestra en tres franjas igualmente altas (es decir, de tres partes). Esto entonces tiene dos barras horizontales rojas (arriba y abajo) y una "barra" horizontal blanca (en el medio).En la portada de la revista Schönburgische Geschichte, Eine Zeittafel (2005) se encuentra una reproducción en blanco y negro de representaciones tan antiguas . Las banderas que se muestran aquí también están resaltadas en texto: En los colores de Sajonia, simples y puros, una bandera roja y blanca está enrollada, la luz sopla desde la corona de castillos de Schönburg y similares. se refleja en el brillo vacio!.
La bandera de la ciudad de Glauchau, que todavía es común hoy en día, evidentemente se deriva de la bandera, que está dividida horizontalmente en dos mitades (blanco/rojo), agregando el escudo de armas de la ciudad de Glauchau en el medio.

## Personalidades

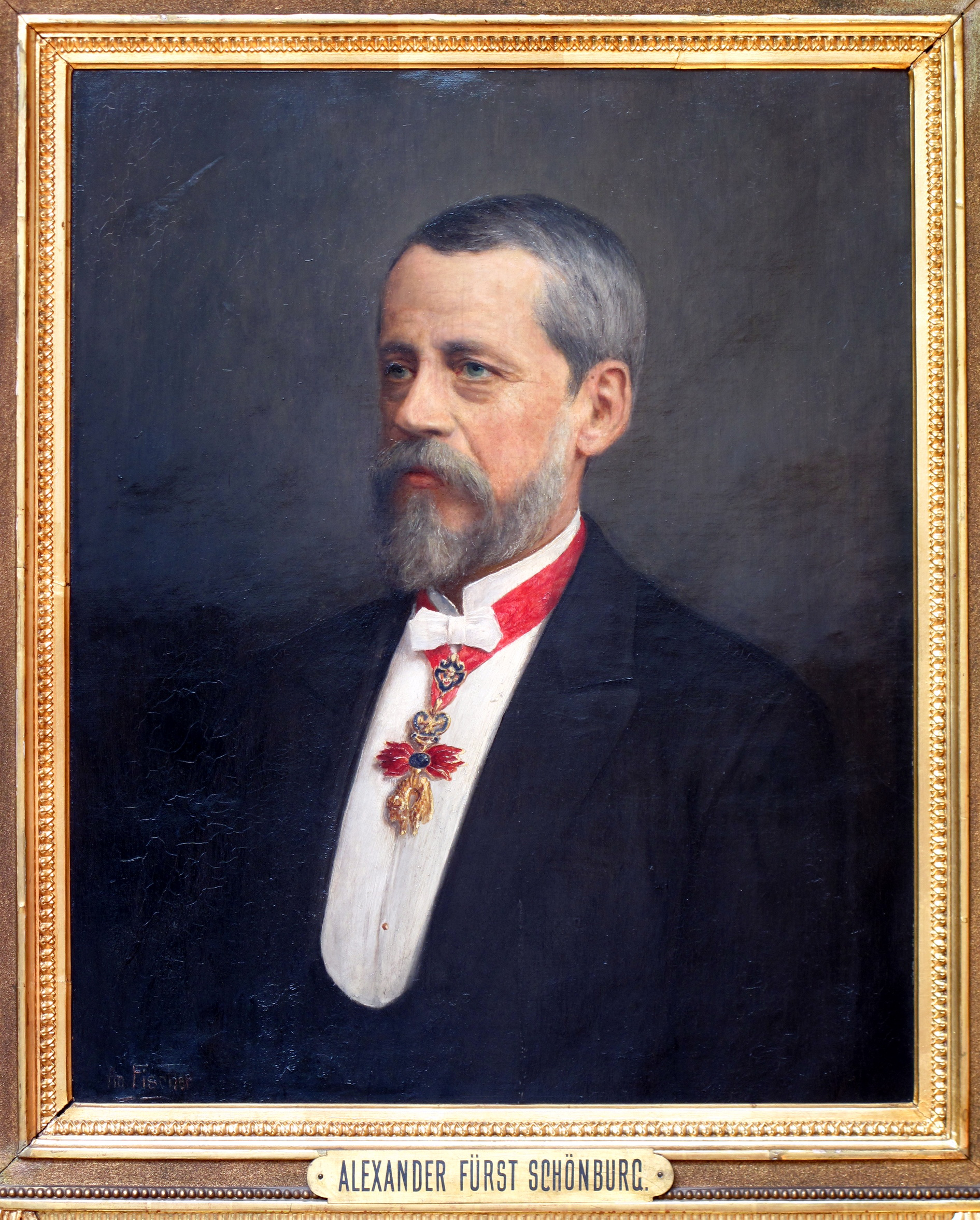
Príncipe Alejandro de Schönburg-Hartenstein (1826-1896), pintado por Adolph Johannes Fischer.

- Hermann II von Schönburg, fundador del convento benedictino Geringswalde (1233).
- Federico de Schönburg († 1312) (documentado desde 1261; † 1312), enterrado en Kadaň, juez de distrito de Pleißenland y Egerland.
- Adelaida de Dohna († 15 de junio de 1342/52), nacida von Schönburg-Glauchau, condesa, esposa de Otón Heyde I (Heide).
- Juan de Schönburg († 1555), obispo de Gurk (1552-1555).
- Otón Carlos Federico de Schönburg (1758-1800), primer príncipe de Schönburg-Waldenburg, comisario del parque Grünfelder
- Enrique Ernesto de Schönburg-Rochsburg (1760-1825), agricultor y ganadero de ovejas.
- Alberto von Schönburg-Hinterglauchau (1761–1841), miembro de la primera cámara de la Asamblea Estatal del Reino de Sajonia.
- Enrique Eduardo de Schönburg-Hartenstein (1787-1872), condecorado con la Orden del Toisón de Oro.
- Luis de Schönburg-Hinterglauchau (1762-1842), general de división bávaro.
- Otón Victor I de Schönburg (1785-1859), príncipe von Schönburg y miembro del parlamento estatal sajón.
- Heinrich von Schönburg-Hinterglauchau (1794-1881), miembro de la primera cámara de la Asamblea de los Estados del Reino de Sajonia.
- Otón Ferderico de Schönburg-Waldenburg (1819-1893), miembro del parlamento estatal sajón y desde 1859 3er Príncipe de Schönburg.
- Hugo de Schönburg-Waldenburg (1822-1897), general prusiano de infantería, Fideikommissherr en el castillo Droyßig.
- Alejandro de Schönburg-Hartenstein (1826-1896), desde 1879 primer vicepresidente de la casa solariega del Consejo Imperial de Austria.
- Jorge de Schönburg-Waldenburg (1828-1900), general de caballería sajona y ayudante general.
- Otón Victor II de Schönburg (1882-1914), Príncipe de Schönburg-Waldenburg.
- Sofía, princesa de Albania (1885-1936), n. Princesa de Schönburg-Waldenburg.
- Günther de Schönburg-Waldenburg (1887-1960), príncipe de Schönburg-Waldenburg.
- Condé Carlos de Schönburg-Glauchau (1899-1945), heredero de los castillos de Glauchau.
- Condé Joaquín de Schönburg-Glauchau (1929-1998), autor y político de caza (CDU), miembro del Bundestag (1990-1994).
- Condé Rudolf de Schönburg-Glauchau (*1932), hotelero y gerente en marbella
- Alfredo Príncipe de Schönburg-Hartenstein (*1953), empresario, presidente de la Asociación de Asociaciones Nobiliarias Alemanas, embajador de la Orden de Malta en Bratislava.
- Gloria, princesa de Thurn y Taxis (*1960), n. condesa von Schönburg-Glauchau, empresaria.
- Condé Cristóbal de Schönburg-Glauchau (*1962), ganador del Premio Federal de Cine 2005, diseñador de sonido en la película ganadora del Oscar The Lives of Others (2007).
- Condé Alexander de Schönburg-Glauchau (*1969), periodista y escritor alemán.
- Donna Ana Luisa Pignatelli della Leonessa adH de los Principi di Monteroduni (* 1952) de soltera princesa de Schönburg-Waldenburg, escritora.[20]

## Castillos
- Achensee, Tirol, Austria, no está claro si existía un castillo aquí.
- Alberoda: Edelhof Alberoda, Montes Metálicos , Sajonia.
- Castillo de Belgershain, distrito de Leipzig.
- en la región de Chomutov (Komotau), Bohemia del Norte / Egergraben, República Checa:
  - Castillo con foso de Hagensdorf (Ahníkov), República Checa, devastado debido a la extracción de lignito.
  - Castillo Hasištejn (Castillo Hassenstein) en Místo, del siglo XII.
- Dresde: Antiguo Palais Vitzthum-Schönburg, demolido en 1885.
- Castillo de Droyanzig, Sajonia-Anhalt.
- Castillo de Enzesfeld, Enzesfeld-Lindabrunn, Baja Austria.
- Castillo de Gauernitz, distrito de Meißen.
- Geringswalde, distrito central de Sajonia, se han conservado el antiguo castillo de Geringswalde con varias casas de bailey, fosos y pequeños restos de la pared de un sótano.
- Geithain, distrito de Leipzig, mansión y castillo (en el Kirchberg de Nikolaikirche).
- En Glauchau, distrito de Zwickau, Sajonia Occidental:
  - Castillo de Fordglauchau (1527-1534), el primer edificio del Renacimiento temprano en el centro de Alemania.
  - Castillo de Hinterglauchau, antiguo castillo de Glauchau, gótico tardío / Renacimiento / historicismo.
  - Witwenpalais junto al castillo Fordglauchau.
- Grünberg, distrito de Bautzen, Sajonia, castillo abandonado.
- Castillo de Gusow, distrito de Märkisch-Oderland, Brandeburgo.
- Castillo de Guteborn, distrito de Oberspreewald-Lausitz, Brandeburgo, volado en 1948, la capilla redonda y los establos conservados.
- En Hartenstein, valle de Zwickauer Mulde, Montes Metálicos Sajones, distrito de Zwickau, Sajonia:
  - Castillo de Hartenstein, antiguo castillo, castillo central / castillo histórico, ruina desde 1945 (utilizado por una asociación), castillo exterior conservado y habitado.
  - Castillo Stein, que consta de un castillo superior (alrededor de 1200) y un castillo inferior (alrededor de 1500).
- Castillo de Hermsdorf, distrito de Bautzen, Sajonia.
- Castillo de Hohnstein, distrito de las Montañas Minerales del Este de Suiza sajona, Sajonia.
- Castillo de Hoyerswerda, distrito de Bautzen, Sajonia, antiguo castillo con foso (siglo XIII).
- Castillo de Kadaň, Bohemia del Norte/Egergraben, República Checa, inicialmente demolido después de la construcción sin permiso real, más tarde se construyó un nuevo castillo real.
- En la región de Klášterec nad Ohří (Klösterle an der Eger), Bohemia del Norte / Egergraben, República Checa:
  - Ruina Nový Šumburk (Neuschönburg), hoy incorrectamente conocida como Schönburg (Šumburk), castillo central con muralla exterior, ruinas de torre residencial en el castillo central, puerta del castillo exterior y foso profundo, complejo gótico (tardío), así como la casa señorial caballeresca "Alt-Schönburg" (ruina) al pie de la colina del castillo
  - Probablemente perdido por completo el antiguo Schönburg (Šumburk), ubicación desconocida (?) cerca de Klösterle/Eger.
  - Lestkov/Rašovice: Ruinas de Funkštejn/Funkstein Castle al este de Lestkov (Leskau) y al sureste de Rašovice (Roschwitz) en una cresta, restos mínimos (monumento de tierra).
  - Ruinas del Castillo de Egerberk (también Egerberg) sobre el pueblo de Lestkov (Leskau) perteneciente a Klösterle, ruinas del palacio gótico y muros circundantes.
  - Perštejn (Pürstein) al oeste de Klösterle: Ruinas del Castillo de Perštejn (castillo de Pürstein), del siglo XIII, restos de murallas, partes del palacio, torre del homenaje . El castillo de Brunnersdorf fue un accesorio.
- Las ruinas del castillo de Kohren, distrito de Leipzig, Sajonia, del siglo X, complejo con dos tumbas de montaña.
- Komořany na Moravě (alemán: Gundrum), antiguo castillo o mansión, Drahaner Bergland, Moravia, República Checa.
- Kladská/Auf der Glatzen, pabellón de caza con entramado de madera cerca de Marienbad.
- Kraslice/Graslitz, antiguo castillo Graslitz en Schlossberg, probablemente demolido.
- Castillo de Kriebstein, distrito central de Sajonia.
- Las Ruinas del castillo de Hohenwang en Langenwang, Estiria, Austria, siglo XII.
- Liechtenstein (Sajonia):
  - Castillo de Lichtenstein, Montañas Metálicas del Oeste de Sajonia, distrito de Zwickau, conversión en hotel desde 2017.
  - Palais Lichtenstein, presumiblemente utilizado como apartamentos.
- Lohmen, distrito de Sajonia Switzerland-Eastern Ore Mountains, Sajonia, Castillo Viejo, edificio renacentista.
- Meerane, distrito de Zwickau, Sajonia, antiguo castillo de Meerane (siglo XII), declinado.
- Las ruinas del castillo de Návarov cerca de Železný Brod, Bohemia del Norte, montañas Jizera, República Checa.
- Castillo de Netzschkau, Saxon Vogtland, edificio de estilo gótico tardío.
- Vorwerk Neudörfel con forma de castillo (¿completamente desmantelado?), desde 1923 Distrito de Neuschönburg en Mülsen-Ortmannsdorf, Montes Metálicos, Sajonia.
- Oelsnitz, Manor Oelsnitz, parcialmente conservado, Montes Metálicos, Sajonia.
- Castillo de Pomßen, Pomßen, distrito de Leipzig.
- Penig, valle del Zwickauer Mulde, distrito del centro de Sajonia:
  - Antiguo castillo de Penig, antiguo castillo con foso, gótico/renacentista.
  - Nuevo castillo de Penig, anteriormente un edificio renacentista, hoy un edificio clasicista.
- Platkow en Brandeburgo, antigua Mansión o castillo (?).
- Antiguo castillo con foso de Ponitz, este de Turingia.
- Pyšná, Bohemia del Norte, Montes Metálicos , dominio de Seeberg con castillos/ruinas de los castillos Seeberg (Alt Seeberg) y Neuseeberg.
- Antigua  mansión/castillo de Quolsdorf (?), Quolsdorf b. Hähnichen , Alta Lusacia, Sajonia.
- Castillo de Červená Lhota (Rothlhotta), Bohemia del Sur, República Checa, castillo con foso renacentista.
- Dominion Přísečnice (Preßnitz), Ore Mountains Ridge, norte de Bohemia, pero el castillo gótico con foso solo se construyó bajo la familia von Lobkowitz.
- Remse, distrito de Zwickau, Sajonia, "Roter Stock" en forma de torre con ampliación, antigua iglesia del monasterio y más tarde "Castillo de Remissa".
- Castillo de Rochsburg, valle de Zwickauer Mulde, distrito de Sajonia Central, edificio de estilo gótico tardío con modificaciones renacentistas, cripta de Schönburg.
- Antiguo Castillo Rüßdorf, Bernsdorf (imagen del árbol genealógico más antiguo de Schönburger) con mansión, demolido en los siglos XIX y XX.
- Castillo de Sachsgrün, Vogtland, Sajonia.
- Castillo de Schlettau, Erzgebirgskreis, Sajonia, antiguo castillo con foso, gótico tardío / renacentista
- Castillo con foso de Schneeberg, sur de Eslovenia.
- Castillo de Schönburg, Saale Valley, Burgenlandkreis, Sajonia-Anhalt (siglo XII), parcialmente en ruinas.
- Schwarzenbach an der Saale, Alta Franconia, Distrito de Hof, Baviera:
  - Castillo de Schwarzenbach (antes "Unterhof"), edificio barroco, actualmente utilizado como ayuntamiento.
  - Antiguo  castillo de Förbau, con foso abandonado Förbau, castillo renacentista, demolido antes de 1977 durante la construcción de una presa.
- Castillo de Schweinsburg en Crimmitschau, distrito de Zwickau, Sajonia.
- Castillo de Hoheneck en Stollberg / Erzgeb., solo se conservan los muros de los cimientos.
- Tempelhof: antigua mansión.
- Trutnov (Trautenau), Montañas de los Gigantes, al noreste de la República Checa, antiguo castillo, abandonado.
- Cerca de Waldenburg, valle de Zwickauer Mulde, distrito de Zwickau, Sajonia:
  - Castillo de Waldenburg (siglo XII), demolido, se conserva la parte inferior del torreón con sus bloques Staufer jorobados.
  - Antiguo castillo de Waldenburg (castillo renacentista delantero y trasero), demolido en 1848 después de un incendio, los restos están presentes, el portal del castillo trasero ahora se ha trasladado al Parque Green Fields.
  - Nuevo castillo de Waldenburg, edificio historicista.
  - Greenfield Park con partes del "Greenfield Castle" (hoy restaurante / hotel), casa de té (nuevo castillo Grünefeld) con torre (también llamada "Locomotora"), mausoleo sin usar, casa de baños, etc., en la entrada del parque el portal reubicado del demolido castillo renacentista de Waldenburg (castillo trasero).
- Waldheim, antiguo castillo, presumiblemente en lugar del castillo con la iglesia del castillo “St. Otto ”, dentro del correccional de Waldheim.
- En Wechselburg, valle de Zwickauer Mulde, distrito del centro de Sajonia, antiguo monasterio reconvertido con:
  - "Altes Schloss Wechselburg", gótico/renacentista.
  - "New Castle Wechselburg", castillo barroco.
- Ruinas del castillo de Wehlen (alrededor de 1200), distrito de las Montañas Ore de Suiza Sajona-Oriental, Sajonia
- Westerberg: Castillo Westerhaus, Renania-Palatinado.
- El Castillo de Wettin, Saalekreis, Sajonia-Anhalt, castillo ancestral de la familia Wettin, fue propiedad de los Schönburger desde 1567-1585.
- Palacio de Schönburg en Viena, Austria.
- Castillo Žacléř (Castillo de Schatzlar), Montañas de los Gigantes, noreste de la República Checa, antiguo castillo (siglo XII), castillo barroco.
- Ziegelheim: antigua mansión, Sajonia Occidental.

## Lugares de sepultura
- Glauchau en Sajonia:
  - Cripta en el castillo de Hinterglauchau, actualmente ya no abierta al público, 23 personas de la línea Hinterglauchau están enterradas aquí.
  - Cripta en la iglesia de la ciudad de St. Georgen cerca del Castillo de Fordglauchau, no accesible, Hans Kaspar von Schönburg con su esposa e hijos están enterrados aquí.
- Geringswalde, antiguo convento benedictino de Geringswalde, lugar de enterramiento original de la familia Schönburg, desde la secularización una casa solariega con una casa solariega posterior, demolida en gran parte después de 1945.
- Cripta en el castillo de Lichtenstein, 20 enterrados, varios ataúdes de metal, solo accesible en fechas especiales.
- La cripta en el Castillo de Rochsburg, varios ataúdes de metal, se pueden ver durante un recorrido por la capilla del castillo.
- Cripta en la iglesia del pueblo de Rochsburg, donde están enterrados varios Schönburgers, entre otros. Conde August Ernst von Schönburg-Rochsburg (1666-1729).
- Cripta en el castillo de Hermsdorf, Ottendorf-Okrilla, Sajonia.
- Remse, cripta en la iglesia románica del pueblo de St. Georgen, tres ataúdes, inaccesible.
- Waldenburg (Sajonia):
  - En la ciudad alta de Waldenburg en la iglesia de San Bartolomé (finales del siglo XV) hay una cripta. Después de su muerte el 4 de febrero de 1566, Hugo I, señor de Waldenburg y Lichtenstein, antepasado de la línea Waldenburg, fue enterrado en la cripta aquí. Su epitafio de 1567 (del escultor de Dresde Christoph Walther II) se encuentra ahora en el pasillo sur de la iglesia. Se dice que se trasladó aquí desde la capilla del antiguo castillo de Waldenburg.
  - Mausoleo sin usar en Grünstelder Park debido a la presencia de agua subterránea, encargado por su esposa para Otto Carl Friedrich von Schönburg-Waldenburg de 1820 a 1830.
- Wechselburg, cripta en la colegiata románica del antiguo monasterio benedictino, hasta el día de hoy lugar de enterramiento de los condes de Schönburg-Glauchau (Condé Joaquín von Schönburg-Glauchau enterrado en 1998), no accesible.
- Guteborn, cementerio: Ulrich Georg Prince von Schönburg-Waldenburg (1869-1939) y otros miembros de la familia.
- Salzburgo: El príncipe Günther von Schönburg-Waldenburg, que murió en 1960, fue enterrado junto a su esposa Herta (1890-1959) en el Cementerio municipal de Salzburgo.
- Dresde, Trinitatisfriedhof, el 26 de marzo de 1864, el conde Alban von Schönburg (1804-1864) fue enterrado aquí y en 1880 su esposa, de soltera condesa Amalie Christiane Marie von Jenison-Walworth, llamada Emilie o Emmy.
- Cementerio de París Père Lachaise: Condesa Anna Leopoldine Albertine Wilhelmine von Schoenburg-Forderglauchau-Penig Exchange Castle (1775-1826), nacida Condesa de Wartensleben.
- Catedral de Amberes: Ernst I. von Schönburg-Glauchau (* alrededor de 1456; † 26 de enero de 1490).
- Cerca de Kladská/"Auf der Glatzen" cerca de Marienbad, el príncipe Otto Sigismund von Schönburg-Waldenburg (8 de abril de 1866 Waldenburg - 11 de noviembre de 1936 en el Glatzen) está aquí en el bosque debajo de Lydna (Glatzenberg), probablemente sin su esposa Emilie Friederike (1876-1964), de soltera Handschke - enterrado (fuente: tablero de información en Kladská).
- Cementerio de Bad Ischl: El príncipe Alexander von Schönburg-Hartenstein (1826–1896) y otros miembros de la familia, incluido su padre, el príncipe Heinrich Eduard (1787–1872) y su nieto, el príncipe Alexander (1888–1956).

## Edificios y monumentos especiales
- Torre de observación “Schönburgwarte” en Schwarzenbach an der Saale (Alta Franconia, Baviera): Edificio nuevo de 1954 (aparentemente con la forma de la torre del homenaje conservada del castillo abandonado de Waldenburg), torre de madera original construida con la ayuda del príncipe Ernst de Schönburg. Waldenburg hasta 1884 en Großer Kornberg.
- Parque Grünfelder (1780-1797) cerca de Waldenburg (Sajonia), importante jardín paisajístico inglés “Greenfield” del conde Otto Carl Friedrich von Schönburg-Waldenburg. Originalmente alrededor de 53 edificios. Hoy en día partes del castillo “Greenfield” (ahora restaurante) - o también llamado “Grünefeld” -, la llamada “casa de baños”, antigua gruta artificial (derrumbada y luego sellada), mausoleo en desuso, casa de té con torre (también llamado “locomotora” por su forma), el templo “Deer Trough” y, en la entrada del parque, el portal reconvertido del derribado castillo renacentista de Waldenburg (antiguo Castillo Trasero). "Monumento al Primogénito" (Conde Otto Alexander von Schönburg-Stein (28 de agosto de 1781-27 de julio de 1782)) con una placa con inscripción en el parque.[21] Parque abierto al público.
- Edificio del Gabinete de Historia Natural en Waldenburg (Sajonia): alberga, a modo de “museo dentro del museo”, una colección histórica de curiosidades de los siglos XVIII al XIX, compuesta por minerales, instrumentos físicos de medición, especímenes de animales (incluidas deformidades con múltiples cabezas), mariposas, una momia egipcia con un ataúd de madera decorado, un cinturón de castidad (probablemente falsificado en el siglo XVIII), colmillos de narval ártico.
- Alexanderstein (Hartenstein) situado en el bosque cerca de Prinzenhöhle en una ruta de senderismo. Cerca de Hartenstein/Sajonia. Monumento histórico al príncipe y forestal Alexander von Schönburg-Hartenstein. Construido por su hijo. La roca sobre la que se levanta la piedra es un mirador popular (525 m sobre el nivel del mar).[22]

## Retratistas y pintores de la corte, litógrafos de la casa
(ordenados por fecha de nacimiento)
- Chretien Hermes Reicholdt (¿fechas de vida?), pintor de Glauchau, trabajó para la línea Hinterglauchau alrededor de 1772 como pintor de la corte.
- Anton Graff (1736-1813), en Glauchau en la línea Fordglauchau.
- Johann Christian Klengel (1751-1824), trabajó para la línea principesca de Waldenburg.
- Marie Louise Élisabeth Vigée Lebrun (1755-1842), activa para la línea principesca Schönburg-Hartenstein.
- Christian Leberecht Vogel (1759-1816), pintor de la corte y profesor de dibujo de la línea principesca de Waldenburg.
- Gottlieb Samuel Stamm (1763-1814), grabador, trabajó para la línea Waldenburg.[28]
- Johann Friedrich Wizani (1770-1838), pintor y grabador, representaciones de los castillos de Schönburg.
- Jacob Wilhelm Christian Roux (1771-1830), trabajó para la línea Fordglauchau.
- Carl Christian Vogel von Vogelstein (1788-1868), trabajó para la línea Hinterglauchau.
- Johann Friedrich Wilhelm Wegener (1812–1879).
- August Friedrich Pecht (1814-1903), trabajó para la línea Fordglauchau-Penig-Wechselburg en Wechselburg.
- Hanns Hanfstaengel (1820-1885), litógrafo.
- Wilhelm Gebhardt (1827–1893).[29]
- Moritz Müller (pintor 1824-1894, Dresde), trabajó para la línea Fordglauchau.
- Paul Kießling (1836-1919), trabajó para la línea Fordglauchau.
- Egon Josef Kossuth (1874-1949), trabajó para la línea Schönburg-Glauchau.
- Adolph Johannes Fischer (1885-1936), trabajó para la línea Schönburg-Hartenstein.
- Moritz Müller (1807–1865), llamado "Feuermüller", pintor, trabajó para la línea Fordglauchau.

## Exposición especial sobre los Schönburg
De 1990 a 1991 tuvo lugar en el Museo del Castillo de Hinterglauchau la exposición especial Los Schönburgers, Economía, Política, Cultura, para la cual se publicó en 1990 el libro del mismo nombre para acompañar la exposición. El libro se divide en los capítulos: Prólogo/Imperio, región y Schönburg/ Posesiones de Schönburg de un vistazo/ Escudo de armas/ Castillos y palacios/ Minería/ Gremios y manufactura/ Jurisdicción de Schönburg/ El territorio en tiempos de guerra/Arte (pinturas, Mobiliario y objetos cotidianos)/ Iglesia y arte (arte eclesiástico, altares, tallas y figuras, epitafios, etc.)/Vida musical y cuidado de la música.

## Proyectos de investigación
De 1998 a 2001, la Fundación Volkswagen financió el proyecto “Los parlamentos estatales sajones y los gobernantes de Schönburg”. A raíz de ello se publicó el folleto: Historia de Schönburg, un calendario.

## Familias con nombres similares
- Schönberg (a veces también Schomberg), una familia noble muy extendida en Sajonia, que posiblemente tiene un origen común con los von Schönburg o también sirvió en el servicio ministerial en Schönburg en el Saale.
- A partir del año 1174 hay documentos que documentan ministros del episcopado de Naumburgo que se llamaban a sí mismos "Schönburg" en honor al Schönburg del Saale, donde ejercían sus funciones (posiblemente idénticos a la familia aquí comentada o a los anteriormente mencionados von Schönberg).
- Schönburg an der Wesel (también: Schönberg/Schomberg), familia noble de Renania
- Señores nobles y más tarde barones de Schönburg en la Baja Baviera, entre ellos Johann von Schönburg (fallecido en 1555), obispo de Gurk (1552-1555).

## Antiguas notas literatarias sobre la casa
Samuel Friedrich Mittelbach (* 29 de enero de 1684 en Hartenstein) publicó: “La fama y la memoria honorable de la antigua casa del alto conde de Schönburgk”, sin indicar el año en la fuente citada.La literatura genealógica antigua es: MGG Stöckhardt: Hist.-Genealog. Noticias de la antigua familia de los Condes y Señores de Schönburg. 1 pieza. 1769. (no hay más información en la fuente citante).
A finales del siglo XIX se publicaron, en parte por iniciativa de los propios condes y príncipes de Schönburg, libros especializados y series de libros/grabados sobre la historia de los Schönburg, sus dominios y residencias, la Reforma en Schönburg o en pueblos despoblados y mucho más.
El 26 de abril de 1893, el secretario del archivo de Schönburg, Dr. Giefel y su colega Theodor Schön (1855-1911) recibieron el encargo de escribir una historia de la Casa de Schönburg. Entre 1901 y 1910 se publicaron en Waldenburg/Sajonia y en Stuttgart ocho volúmenes y un volumen suplementario del libro de estatutos de la Casa de Schönburg. Esta literatura también se llama Historia de la Casa Principesca y Condal de Schönburg. Libro de estatutos de los Señores de Schönburg. Primer volumen (1182 a 1419), segundo volumen (1420 a 1455), tercer volumen (1456 a 1489). Se dice que el volumen suplementario nº 108 no se publicó en las librerías.En 1911, Otto Ackermann publicó su tesis filosófica “El desarrollo de la agricultura en las granjas de los señoríos de Schönburg de Wechselburg y Penig desde el siglo XVI hasta la actualidad” (en la Universidad de Leipzig) en Weida/Turingia.
Algunas publicaciones aparecieron en Waldenburg bajo la influencia de la corte principesca local y sus periódicas “Mesas Redondas de Waldenburg” (1921-1931 y 1936-1939). Otras publicaciones aparecieron en Glauchau o Meerane. Estos incluyen:

## Fondos de documentos
Los documentos y fondos de archivo del gobierno de Schönburg en Glauchau se conservaban antiguamente en el castillo de Forderglauchau y formaban parte del Archivo Estatal de Sajonia con los números 934, 4040 y 4375 (¿y probablemente otros números?). Después del año 2000 (?) los fondos fueron trasladados a otro edificio de archivo.